# Olympische Sommerspiele 2004/Leichtathletik
| Logo der Olympischen Spiele 2004                                   | Logo der Olympischen Spiele 2004                                   | Logo der Olympischen Spiele 2004                                   | Logo der Olympischen Spiele 2004                                   | Logo der Olympischen Spiele 2004                                   | Logo der Olympischen Spiele 2004                                   |
| Olympische Spiele 2004 Bereinigter Medaillenspiegel Leichtathletik | Olympische Spiele 2004 Bereinigter Medaillenspiegel Leichtathletik | Olympische Spiele 2004 Bereinigter Medaillenspiegel Leichtathletik | Olympische Spiele 2004 Bereinigter Medaillenspiegel Leichtathletik | Olympische Spiele 2004 Bereinigter Medaillenspiegel Leichtathletik | Olympische Spiele 2004 Bereinigter Medaillenspiegel Leichtathletik |
| Platz                                                              | Mannschaft                                                         |                                                                    |                                                                    |                                                                    | Total                                                              |
| ------------------------------------------------------------------ | ------------------------------------------------------------------ | ------------------------------------------------------------------ | ------------------------------------------------------------------ | ------------------------------------------------------------------ | ------------------------------------------------------------------ |
| 1                                                                  | USA                                                                | 9                                                                  | 11                                                                 | 5                                                                  | 25                                                                 |
| 2                                                                  | Russland                                                           | 6                                                                  | 7                                                                  | 6                                                                  | 19                                                                 |
| 3                                                                  | Großbritannien                                                     | 3                                                                  | –                                                                  | 1                                                                  | 4                                                                  |
| 4                                                                  | Schweden                                                           | 3                                                                  | –                                                                  | –                                                                  | 5                                                                  |
| 2                                                                  | Äthiopien                                                          | 2                                                                  | 3                                                                  | 2                                                                  | 7                                                                  |
| 6                                                                  | Griechenland                                                       | 2                                                                  | 2                                                                  | 1                                                                  | 5                                                                  |
| 7                                                                  | Jamaika                                                            | 2                                                                  | 1                                                                  | 2                                                                  | 5                                                                  |
| 7                                                                  | Kuba                                                               | 2                                                                  | 1                                                                  | 2                                                                  | 5                                                                  |
| 9                                                                  | Marokko                                                            | 2                                                                  | 1                                                                  | –                                                                  | 3                                                                  |
| 10                                                                 | Italien                                                            | 2                                                                  | –                                                                  | 1                                                                  | 3                                                                  |
| 11                                                                 | Volksrepublik China                                                | 2                                                                  | –                                                                  | –                                                                  | 2                                                                  |
| 11                                                                 | Japan                                                              | 2                                                                  | –                                                                  | –                                                                  | 2                                                                  |
| 13                                                                 | Kenia                                                              | 1                                                                  | 4                                                                  | 2                                                                  | 7                                                                  |
| 14                                                                 | Litauen                                                            | 1                                                                  | 1                                                                  | –                                                                  | 2                                                                  |
| 15                                                                 | Tschechien                                                         | 1                                                                  | –                                                                  | 2                                                                  | 3                                                                  |
| 16                                                                 | Bahamas                                                            | 1                                                                  | –                                                                  | 1                                                                  | 2                                                                  |
| 16                                                                 | Polen                                                              | 1                                                                  | –                                                                  | 1                                                                  | 2                                                                  |
| 18                                                                 | Dominikanische Republik                                            | 1                                                                  | –                                                                  | –                                                                  | 1                                                                  |
| 18                                                                 | Kamerun                                                            | 1                                                                  | –                                                                  | –                                                                  | 1                                                                  |
| 18                                                                 | Norwegen                                                           | 1                                                                  | –                                                                  | –                                                                  | 1                                                                  |
| 18                                                                 | Belarus                                                            | 1                                                                  | –                                                                  | –                                                                  | 1                                                                  |
| 22                                                                 | Rumänien                                                           | –                                                                  | 2                                                                  | 1                                                                  | 3                                                                  |
| 23                                                                 | Deutschland                                                        | –                                                                  | 2                                                                  | –                                                                  | 2                                                                  |
| 23                                                                 | Südafrika                                                          | –                                                                  | 2                                                                  | –                                                                  | 2                                                                  |
| 25                                                                 | Australien                                                         | –                                                                  | 1                                                                  | 2                                                                  | 3                                                                  |
| 25                                                                 | Spanien                                                            | –                                                                  | 1                                                                  | 2                                                                  | 3                                                                  |
| 25                                                                 | Ukraine                                                            | –                                                                  | 1                                                                  | 2                                                                  | 3                                                                  |
| 28                                                                 | Dänemark                                                           | –                                                                  | 1                                                                  | 1                                                                  | 2                                                                  |
| 28                                                                 | Portugal                                                           | –                                                                  | 1                                                                  | 1                                                                  | 2                                                                  |
| 30                                                                 | Lettland                                                           | –                                                                  | 1                                                                  | –                                                                  | 1                                                                  |
| 30                                                                 | Mexiko                                                             | –                                                                  | 1                                                                  | –                                                                  | 1                                                                  |
| 30                                                                 | Ungarn                                                             | –                                                                  | 1                                                                  | –                                                                  | 1                                                                  |
| 33                                                                 | Frankreich                                                         | –                                                                  | –                                                                  | 2                                                                  | 2                                                                  |
| 33                                                                 | Nigeria                                                            | –                                                                  | –                                                                  | 2                                                                  | 2                                                                  |
| 35                                                                 | Brasilien                                                          | –                                                                  | –                                                                  | 1                                                                  | 1                                                                  |
| 35                                                                 | Eritrea                                                            | –                                                                  | 1                                                                  | –                                                                  | 1                                                                  |
| 35                                                                 | Estland                                                            | 1                                                                  | –                                                                  | –                                                                  | 1                                                                  |
| 35                                                                 | Kasachstan                                                         | 1                                                                  | –                                                                  | –                                                                  | 1                                                                  |
| 35                                                                 | Slowenien                                                          | –                                                                  | 1                                                                  | –                                                                  | 1                                                                  |

Bei den XXVIII. Olympischen Spielen 2004 in Athen wurden 46 Wettkämpfe in der Leichtathletik ausgetragen, 24 davon für Männer und 22 für Frauen. Mit wenigen Ausnahmen fanden die Wettbewerbe im Olympiastadion statt. Austragungsort für das Kugelstoßen – Frauen und Männer – war das Antike Stadion von Athen, die beiden Marathonläufe begannen in Marathon und endeten im Panathinaiko-Stadion.

## Teilnehmer
Wie bereits vier Jahre zuvor in Sydney betraten Süd- und Nordkorea bei der Eröffnungsfeier gemeinsam das Olympiastadion. Die beiden Verbände hatten sogar über ein gemeinsames Team nachgedacht, dazu kam es jedoch nicht. Dieses positive Zeichen für eine Annäherung der beiden Staaten wurde später allerdings nach und nach wieder aufgeweicht und schlug spätestens nach den Olympischen Winterspielen 2006 in Turin ins Gegenteil um. Bis zu den Winterspielen 2018 in Pyeongchang rückten beide Länder politisch, wirtschaftlich und militärisch wieder weit auseinander.

## Wettbewerbe
Im Wettbewerbsangebot der Leichtathletik gab es bei diesen Spielen zum ersten Mal seit längerer Zeit keine Änderungen. Das Angebot für Frauen hatte den Umfang der Männerwettbewerbe durch die Erweiterungen vergangener Jahre fast erreicht. Im Bereich Laufen fehlte nur noch der 3000-Meter-Hindernislauf, der allerdings bereits bei den Olympischen Spielen 2008 hinzukommen sollte. Darüber hinaus gab und gibt es für die Frauen im Gehen nur eine Distanz im Gegensatz zu zwei Strecken bei den Männern. Weitere Unterschiede finden sich außerdem in der Hürdenhöhe auf den beiden Hürdendistanzen sowie der Länge der kürzeren Hürdenstrecke, die bei den Männern 110 Meter und bei den Frauen 100 Meter beträgt, um den unterschiedlichen Schrittlängen der Geschlechter Rechnung zu tragen. Außerdem sind die Geräte in den Wurf- und Stoßdisziplinen bei den Frauen etwas leichter als bei den Männern. Als Mehrkampf wurde und wird bei den Frauen ein Siebenkampf, bei den Männern ein Zehnkampf ausgetragen.

## Stadion und Sportstätten
Das Athener Olympiastadion war bereits vorhanden und wurde auch vorher schon vor allem für die Austragung von Fußballspielen, aber auch für die Leichtathletik genutzt. Mit 156 Millionen Euro wurde es für die Olympischen Spiele auf den neuesten Stand gebracht. Die Sportanlage gehört zu den wenigen, die sich nach Beendigung der Spiele noch in gutem Zustand befinden und weiter intensiv genutzt werden. Fast alle anderen der teilweise komplett neu errichteten oder aber für sehr viel Geld modernisierten Sportstätten sind heute dem Verfall ausgeliefert. Veranstaltungen gibt es dort nicht mehr, eine Pflege findet nicht statt und die weitreichenden Pläne zur Einbindung der Anlagen in Freizeitparks wurden nie umgesetzt. Einige wenige Wettbewerbe wurden nicht im Olympiastadion, sondern im Panathinaiko-Stadion, dem antiken Stadion von Athen ausgetragen.

## Finanzkrise des Ausrichters Griechenland
Nicht alleine die verfallenden Sportstätten brachten dem Veranstalter Schwierigkeiten und Probleme. Die Ausrichtung der Spiele hatte nicht wie erhofft eine Belebung der Wirtschaft zur Folge, sondern im Gegenteil müssen ca. zwölf Milliarden Euro daraus resultierender Schulden abgetragen werden. Diese Spiele belasteten den von Krisen geschüttelten Haushalt Griechenlands zusätzlich so intensiv, dass es nur wenige Jahre später fast zu einem Staatsbankrott gekommen wäre.

## Doping
Es gab eine ganze Reihe von Dopingfällen in der Leichtathletik bei diesen Spielen. Einige betroffene Sportler wurden unmittelbar im Anschluss an ihren Wettkampf überführt, andere durften wegen positiver Dopingproben, deren Ergebnis vor Beginn der Spiele offiziell wurde, gar nicht erst antreten und weiteren Sportlern wurde erst Jahre später bei Nachkontrollen der konservierten Proben mittels neuer Überprüfungsmethoden der Einsatz unerlaubter Mittel nachgewiesen. Das hatte für die Betreffenden in der Regel die Aberkennung ihres Resultats und eine Rückgabeforderung eventuell erhaltener Medaillen zur Folge. In dem oben aufgeführten Medaillenspiegel sind die entsprechend veränderten Ergebnisse in den einzelnen Disziplinen komplett berücksichtigt. Ein ziemlicher Sumpf tat sich hier auf, in den die Leichtathletik immer mehr hineingeriet, denn auch bei zahlreichen späteren großen Meisterschaften auf Kontinental- und Weltniveau riss die Zahl der Dopingbetrüger nicht ab.
- Die beiden griechischen Medaillenkandidaten Konstantinos Kenteris, unter anderem Weltmeister von 2001 über 200 Meter, und Ekaterini Thanou, unter anderem Europameisterin über 100 Meter, wurden am Vorabend vor der Eröffnungsfeier von einem griechischen Funktionär vor einer unangekündigten Dopingkontrolle gewarnt. Beide tauchten ab – um persönliche Sachen abzuholen, hieß es. Auch das Nachholen der Kontrolle zwei Stunden später war nicht möglich, die Ausrede lautete, es habe einen Motorradunfall gegeben, was sich als unwahr herausstellte. Bevor der Dopingtest eventuell doch noch in die Tat umgesetzt werden konnte, gaben sowohl Kenteris als auch Thanou ihre Akkreditierung für die Spiele zurück. Daraufhin erfolgte umgehend eine Sperre für zwei Jahre. Doch sieben Monate später sprach ein fünfköpfiges Gremium des griechischen Leichtathletikverbands beide Sportler frei. Als Schuldiger wurde Trainer Christos Tzekos ausgemacht. Er habe es versäumt, dafür zu sorgen, dass seine beiden Schützlinge zur Dopingkontrolle erscheinen. Der Motorradunfall fand keine Erwähnung. Bei einer Razzia in Tzekos’ Geschäftsräumen wurden rund 1500 Ampullen mit verbotenen Substanzen gefunden. Der Weltleichtathletikverband IAAF akzeptierte den Freispruch der Athleten nicht, die Sperre blieb in Kraft. Kenteris trat als Leistungssportler zurück, während Thanou bei den Olympischen Spielen 2008 antreten wollte. Doch die IAAF verweigerte ihre Akkreditierung. Im Mai 2011 wurden Thanou und Kenteris zu 31 Monaten Gefängnis mit Bewährung wegen Meineides verurteilt, von einem Berufungsgericht jedoch wieder freigesprochen.[4]
- Anton Galkin, Russland – 400-Meter-Lauf (zunächst Vierter seines Halbfinallaufs). Er wurde nachträglich wegen Dopingmissbrauchs disqualifiziert. In seiner Dopingprobe wurde Stanozolol nachgewiesen.[5]
- Duane Ross, USA – 110-Meter-Hürdenlauf (zunächst als Fünfter seines Halbfinallaufs ausgeschieden). Er wurde aufgrund von Ermittlungsergebnissen aus der BALCO-Affäre von der US-Anti-Doping-Kommission für zwei Jahre gesperrt. Seine Resultate wurden rückwirkend zum 2. November 2001 für alle Wettkämpfe nachträglich gestrichen.[6]
- Aljaksej Ljasnitschy, Belarus – Hochsprung (ohne gültigen Versuch im Vorkampf ausgeschieden). Ljasnitschy hatte zwar keinen gültigen Versuch geschafft und kam damit erst gar nicht in die Wertung, anschließend wurde bei der Dopingkontrolle die Substanz Clenbuterol nachgewiesen. Er wurde daraufhin von den Spielen ausgeschlossen und für zwei Jahre gesperrt.[7]
- Jurij Bilonoh, Ukraine – Kugelstoßen (zunächst Erster). Ihm wurde die Einnahme des verbotenen Mittels Nandrolon nachgewiesen, was seine Disqualifikation zur Folge hatte.[8]
- Róbert Fazekas, Ungarn – Diskuswurf (zunächst Erster). Er verbrachte viele Stunden bei seiner Dopingprobe nach dem Wettkampf und ihm gelang es trotz großer Mengen von Flüssigkeiten, die er zu sich nahm, die Urinprobe nicht zu ermöglichen. Die zuständigen Kontrolleure verhinderten derweil, dass Fazekas eine sorgfältig vorbereitete Betrugsmasche mittels eines in seinem Genitalbereich angebrachten Plastiksacks mit Fremdurin in Gang setzen konnte.[9]
- Adrián Annus, Ungarn – Hammerwurf (zunächst Erster). Der Athlet erschien nicht zu einer bei seiner Rückkehr in Ungarn regulär angesetzten Dopingkontrolle, sodass ihm sein Olympiasieg aberkannt wurde.[10]
- Iwan Zichan, Belarus – Hammerwurf (zunächst Dritter). Ihm wurde seine Bronzemedaille am 5. Dezember 2012 aberkannt, nachdem ihm nachträglich Dopingmissbrauch nachgewiesen wurde.[8]
- Schanna Block, Ukraine – 100-Meter-Lauf (zunächst Sechste ihres Halbfinallaufs). Sie wurde im Oktober 2011 wegen Verstoßes gegen die Antidopingbestimmungen nachträglich disqualifiziert.[11]
- Marion Jones, USA – Weitsprung (zunächst Fünfte). Sie wurde im Gefolge der BALCO-Affäre nachträglich wegen Dopings disqualifiziert.[12] Sie war auch Mitglied der US-amerikanischen 4-mal-100-Meter-Staffel, für die es keine Disqualifikation gab – was wohl vor allem daran lag, dass die Staffel im Finale nach Stabverlust nicht ins Ziel kam.
- Irina Korschanenko, Russland – Kugelstoßen (zunächst Erste). Ihr wurde im Anschluss an ihren Wettkampf die Einnahme des verbotenen Mittels Stanozolol nachgewiesen, was ihre Disqualifikation zur Folge hatte.[13]
- Swetlana Kriweljowa, Russland – Kugelstoßen (zunächst Dritte). Am 5. Dezember 2012 wurde sie nachträglich wegen nachgewiesenen Dopingvergehens disqualifiziert und musste ihre Bronzemedaille abgeben.[8]
- Olga Shukina, Usbekistan – Kugelstoßen (nicht über die Qualifikation hinausgekommen). Sie war bei einer Trainingskontrolle kurz vor den Spielen positiv auf Clenbuterol getestet worden, was jedoch erst nach den Spielen von Athen offiziell wurde. Ihr Resultat wurde annulliert und sie wurde vom Weltverband IAAF für zwei Jahre gesperrt.[14]
- Iryna Jattschanka, Belarus – Diskuswurf (zunächst Dritte). Auch ihr wurde die Bronzemedaille 2012 wegen nachgewiesenen Dopingvergehens aberkannt.[8]

Darüber hinaus hatte es schon im Vorfeld dieser Spiele zwei Sportler gegeben, die wegen nachgewiesenen Dopingmissbrauchs gar nicht erst antreten durften.
- Jerome Young, USA – 400-Meter-Lauf. Ihm wurde am 23. Juli 2004 beim Golden-League-Meeting in Paris der Einsatz von EPO nachgewiesen, was zunächst eine zweijährige Sperre nach sich zog.[15]
- Torri Edwards, USA – Weltmeisterin 100-Meter-Lauf. Sie wurde am 24. April 2004 auf der Karibikinsel Martinique bei einer Trainingskontrolle der Einnahme des Stimulanz-Mittels Nikethamid überführt und von der Teilnahme bei den Olympischen Spielen 2004 ausgeschlossen.[16]

Weitere Ungereimtheiten gab es bei der Siegerin über 100 Meter Julija Neszjarenka aus Belarus. Sie wurde nach Angaben des polnischen Leichtathletikverbands zwei Jahre vor den Spielen des Dopingmissbrauchs mittels Clenbuterol überführt. Da das zuständige Labor jedoch keine Akkreditierung für die IAAF oder das IOC hatte, blieb dieses Resultat für immer ohne Folgen.

## Sportliche Erfolge
Das Leistungsniveau bei diesen Olympischen Spielen war wie eigentlich fast immer zu Zeiten solcher Höhepunkte für die Sportler hoch. Eine Rekordflut, wie in der Vergangenheit bei solchen Veranstaltungen immer wieder erlebt, gab es allerdings wie schon 1996 in Atlanta und 2000 in Sydney nicht, dazu war das Niveau dieser Rekorde einfach zu hoch.
- Es wurden zwei Weltrekorde aufgestellt bzw. egalisiert:
  - 110-Meter-Hürdenlauf, Männer: 12,91 s (egalisiert) – Liu Xiang (Volksrepublik China), Finale
  - Stabhochsprung, Frauen: 4,91 m – Jelena Issinbajewa (Russland), Finale
- Darüber hinaus wurde der olympische Rekord in neun Disziplinen 21 Mal verbessert, bei den Männern viermal und den Frauen siebzehn Mal.
  - 10.000-Meter-Lauf, Männer: 27:05,10 min – Kenenisa Bekele (Äthiopien), Finale
  - Stabhochsprung, Männer: 5,91 m – Timothy Mack (USA), Finale
  - Diskuswurf, Männer: 69,89 m – Virgilijus Alekna (Litauen), Finale
  - Zehnkampf, Männer: 8893 P – Roman Šebrle (Tschechien)
  - 100-Meter-Hürdenlauf, Frauen: 12,37 s – Joanna Hayes (USA), Finale
  - 400-Meter-Hürdenlauf, Frauen: 52,77 s – Fani Chalkia (Griechenland), Halbfinale
  - Hochsprung, Frauen: 2,06 m – Jelena Slessarenko (Russland), Finale
  - Stabhochsprung, Frauen: 4,65 m – Jelena Issinbajewa (Russland), Finale
  - Stabhochsprung, Frauen: 4,65 m – Swetlana Feofanowa (Russland), Finale
  - Stabhochsprung, Frauen: 4,65 m – Anna Rogowska (Polen), Finale
  - Stabhochsprung, Frauen: 4,70 m – Swetlana Feofanowa (Russland), Finale
  - Stabhochsprung, Frauen: 4,70 m – Anna Rogowska (Polen), Finale
  - Stabhochsprung, Frauen: 4,75 m – Swetlana Feofanowa (Russland), Finale
  - Stabhochsprung, Frauen: 4,80 m – Jelena Issinbajewa (Russland), Finale
  - Stabhochsprung, Frauen: 4,85 m – Jelena Issinbajewa (Russland), Finale
  - Hammerwurf, Frauen: 71,65 m – Gu Yuan (Volksrepublik China), Qualifikation
  - Hammerwurf, Frauen: 73,71 m – Olga Kusenkowa (Russland), Qualifikation
  - Hammerwurf, Frauen: 74,27 m – Olga Kusenkowa (Russland), Finale
  - Hammerwurf, Frauen: 75,02 m – Olga Kusenkowa (Russland), Finale
  - Speerwurf, Frauen: 69,41 m – Osleidys Menéndez (Kuba), Qualifikation
  - Speerwurf, Frauen: 71,53 m – Osleidys Menéndez (Kuba), Finale
- Außerdem gab es drei verbesserte Kontinentalrekorde (Afrika: 1/Asien: 1/Europa: 1) und 74 egalisierte oder verbesserte Landesrekorde.

Erfolgreichste Nation waren wieder einmal die Vereinigten Staaten. Sie stellten neun Olympiasieger und gewannen insgesamt 25 Medaillen – eine Steigerung gegenüber dem Ergebnis von vor vier Jahren. An die zweite Stelle rückte wieder Russland, das sein letztes Ergebnis erheblich steigern konnte und damit wieder etwas näher an das Niveau der früheren Sowjetunion herankam. Auch Großbritannien hatte wieder etwas bessere Bilanz als noch in Sydney. Es gab drei Olympiasiege und eine weitere Bronzemedaille. Ebenfalls drei Sieger bzw. Siegerinnen stellte Schweden ohne weitere Medaillen. Sieben Nationen errangen je zwei Goldmedaillen, dies waren Äthiopien – zusätzlich dreimal Silber und zweimal Bronze, Gastgeber Griechenland – zusätzlich zweimal Silber und einmal Bronze, Jamaika – zusätzlich einmal Silber und zweimal Bronze, Kuba – zusätzlich einmal Silber und zweimal Bronze, Marokko – zusätzlich einmal Silber, Italien – zusätzlich einmal Bronze, China – ohne weiteren Medaillen und Japan – ohne weiteren Medaillen. Für alle anderen Nationen gab es in der Leichtathletik höchstens eine Goldmedaille.
Bei den einzelnen Sportlern sind besonders folgende Leistungen zu nennen.
- Vier Athleten errangen jeweils zwei Goldmedaillen bei diesen Spielen:
  - Veronica Campbell (Jamaika) – 200 Meter und 4-mal-100-Meter-Staffel, außerdem Bronze über 100 Meter.
  - Hicham El Guerrouj (Marokko) – 1500 und 5000 Meter Er hatte 2000 bereits Silber über 1500 Meter gewonnen.
  - Jeremy Wariner (USA) – 400 Meter und 4-mal-400-Meter-Staffel.
  - Kelly Holmes ( Großbritannien) – 800 und 1500 Meter.
- Bemerkenswert war außerdem folgende besondere Leistung:
  - Robert Korzeniowski (Polen) errang als erster Geher zum dritten Mal in Folge Gold im 50-km-Gehen. Er war 2000 in Sydney außerdem auch Olympiasieger über die 20-km-Distanz und war damit jetzt vierfacher Goldmedaillengewinner.
- Außer Robert Korzeniowski hatten folgende hier siegreiche Leichtathleten bereits bei früher ausgetragenen Olympischen Spielen Goldmedaillen errungen:
  - Virgilijus Alekna (Litauen) – Diskuswurf, Wiederholung seines Erfolgs von 2000, damit jetzt zweifacher Olympiasieger
  - Monique Hennagan (USA) – 4-mal-400-Meter-Staffel, Wiederholung ihres Erfolgs von 2000, damit jetzt zweifache Olympiasiegerin

## Resultate Männer

### 100 m

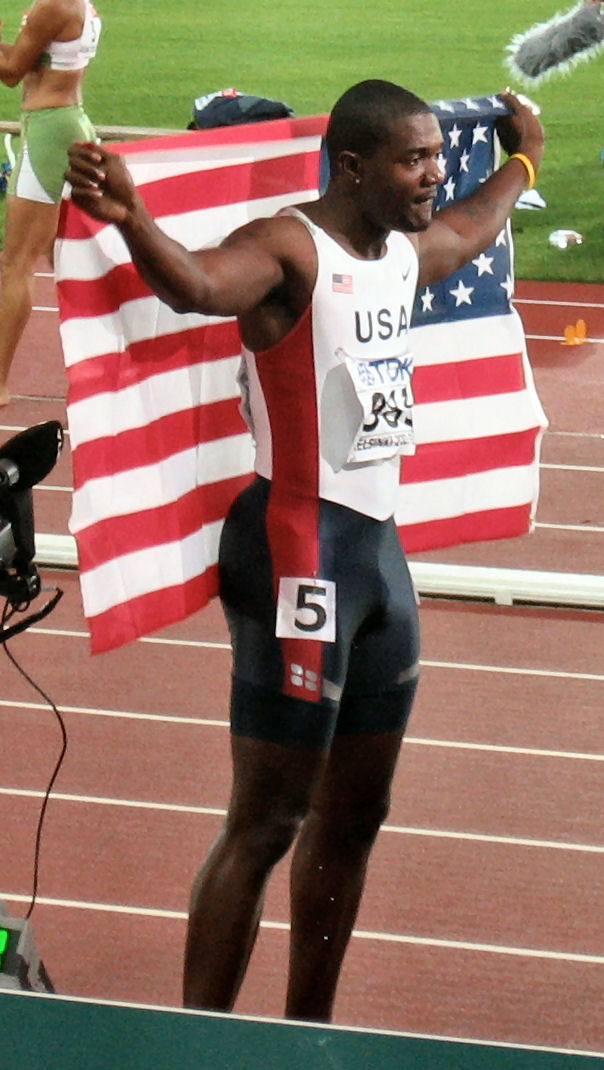
Justin Gatlin – Olympiasieger mit einer Hundertstelsekunde Vorsprung

| Platz | Athlet           | Land | Zeit (s) |
| ----- | ---------------- | ---- | -------- |
| 1     | Justin Gatlin    | USA  | 9,8500   |
| 2     | Francis Obikwelu | POR  | 09,86 ER |
| 3     | Maurice Greene   | USA  | 9,8700   |
| 4     | Shawn Crawford   | USA  | 9,8900   |
| 5     | Asafa Powell     | JAM  | 9,9400   |
| 6     | Kim Collins      | SKN  | 10,00000 |
| 7     | Obadele Thompson | BAR  | 10,10000 |
| DNF   | Aziz Zakari      | GHA  |          |

Finale: 22. August 2004, 23:10 Uhr
Wind: +0,6 m/s
Der US-Amerikaner Justin Gatlin gewann die Königsdisziplin der Leichtathletik überraschend mit neuer Weltjahresbestzeit von 9,85 s. Francis Obikwelu, ein geborener Nigerianer, der nun für Portugal startete, verbesserte mit seinem zweiten Platz den alten Europarekord von Linford Christie auf 9,86 s.
Maurice Greene (USA), der angetreten war, um seinen Olympiasieg von 2000 zu wiederholen, konnte bereits im Halbfinale nicht gänzlich überzeugen. Er gewann im Finale Bronze. Damit blieb Carl Lewis der einzige 100-Meter-Sprinter, der seinen Olympiasieg wiederholen konnte. Erst Usain Bolt gelang das später wieder.

### 200 m
| Platz | Athlet           | Land | Zeit (s) |
| ----- | ---------------- | ---- | -------- |
| 1     | Shawn Crawford   | USA  | 19,79 PB |
| 2     | Bernard Williams | USA  | 20,01 PB |
| 3     | Justin Gatlin    | USA  | 20,03000 |
| 4     | Frank Fredericks | NAM  | 20,14000 |
| 5     | Francis Obikwelu | POR  | 20,14000 |
| 6     | Stéphan Buckland | MRI  | 20,24000 |
| 7     | Tobias Unger     | GER  | 20,64000 |
| DNS   | Asafa Powell     | JAM  |          |

Finale: 26. August 2004, 22:50 Uhr
Wind: +1,2 m/s

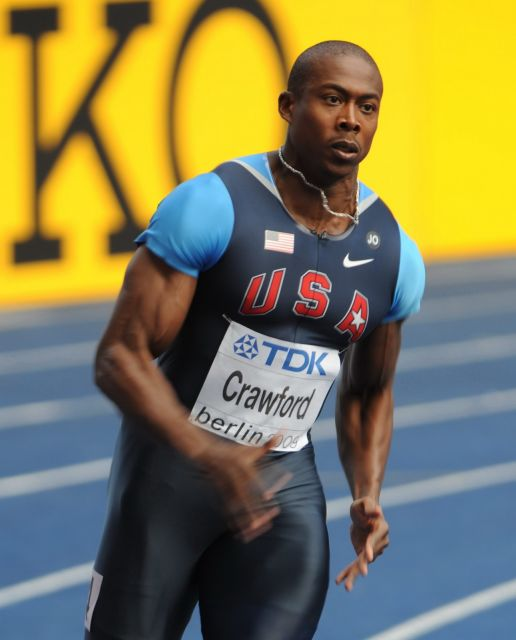
Olympiasieger Shawn Crawford

Nach zwanzig Jahren – seit Ralf Lübke 1984 in Los Angeles – erreichte mit dem Kornwestheimer Tobias Unger wieder ein deutscher Läufer das Finale Er wurde in 20,64 s Siebter und damit zweitbester Europäer. Asafa Powell aus Jamaika trat zu diesem Endlauf nicht an.
Doping:
Das Rennen war im Hinblick auf die Begleitumstände einer der außergewöhnlichsten Wettkämpfe der Spiele in Athen. Der Start verzögerte sich, da das Publikum durch lautstarke Äußerungen keinen geordneten Wettkampfablauf zuließ. Damit wollten die Zuschauer gegen die Turbulenzen um den Sprintstar Konstantinos Kenteris protestieren, der nach verweigerten Dopingproben nicht starten durfte und nach seinem Olympiasieg von 2000 in Sydney somit keine zweite Goldmedaillenchance bekam. Frank Fredericks aus Namibia, mit 36 Jahren der älteste Teilnehmer im Starterfeld, versuchte das Publikum mit beschwichtigenden Gesten zu beruhigen.

### 400 m

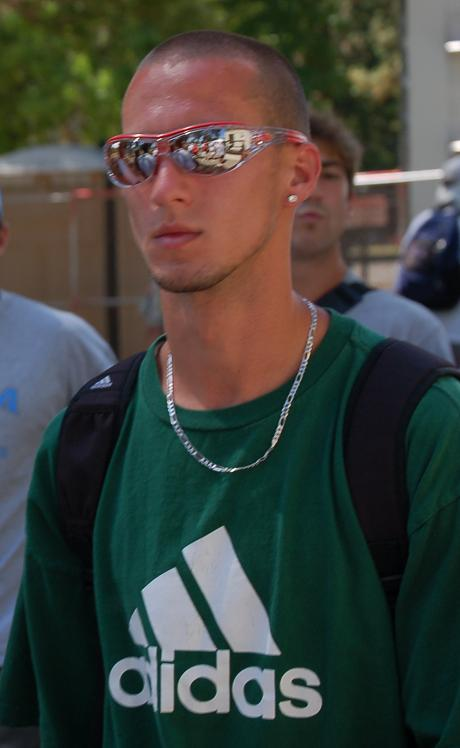
Gold für Jeremy Wariner

| Platz | Athlet            | Land | Zeit (s) |
| ----- | ----------------- | ---- | -------- |
| 1     | Jeremy Wariner    | USA  | 44,00    |
| 2     | Otis Harris       | USA  | 44,16    |
| 3     | Derrick Brew      | USA  | 44,42    |
| 4     | Alleyne Francique | GRN  | 44,66    |
| 5     | Brandon Simpson   | JAM  | 44,76    |
| 6     | Davian Clarke     | JAM  | 44,83    |
| 7     | Leslie Djhone     | FRA  | 44,94    |
| 8     | Michael Blackwood | JAM  | 45,55    |

Finale: 23. August 2004, 21:05 Uhr
Doping:
Der in seinem Viertelfinallauf auf Platz vier eingelaufene Anton Galkin aus Russland wurde nachträglich wegen Dopingmissbrauchs disqualifiziert. In seiner Dopingprobe wurde Stanozolol nachgewiesen.

### 800 m

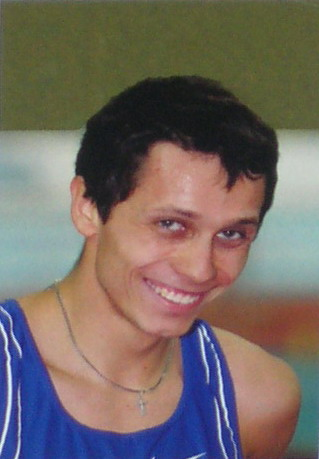
Juri Borsakowski mit strahlendem Lächeln

| Platz | Athlet              | Land | Zeit (min) |
| ----- | ------------------- | ---- | ---------- |
| 1     | Juri Borsakowski    | RUS  | 1:44,45    |
| 2     | Mbulaeni Mulaudzi   | RSA  | 1:44,61    |
| 3     | Wilson Kipketer     | DEN  | 1:44,65    |
| 4     | Mouhssin Chehibi    | MAR  | 1:45,16    |
| 5     | Wilfred Bungei      | KEN  | 1:45,31    |
| 6     | Hezekiél Sepeng     | RSA  | 1:45,53    |
| 7     | Djabir Saïd-Guerni  | ALG  | 1:45,61    |
| 8     | Ismail Ahmed Ismail | SUD  | 1:52,49    |

Finale: 28. August 2004, 20:50 Uhr

### 1500 m

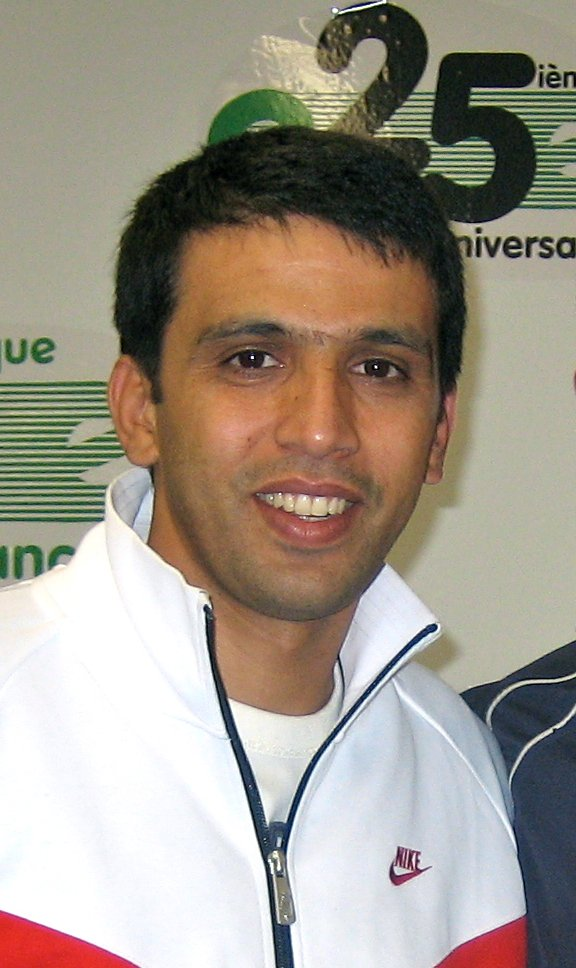
Hicham El Guerrouj, 2000 Olympiazweiter, errang diesmal Gold über 1500 und 5000 Meter

| Platz | Athlet               | Land | Zeit (min) |
| ----- | -------------------- | ---- | ---------- |
| 1     | Hicham El Guerrouj   | MAR  | 3:34,18    |
| 2     | Bernard Lagat        | KEN  | 3:34,30    |
| 3     | Rui Silva            | POR  | 3:34,68    |
| 4     | Timothy Too Kiptanui | KEN  | 3:35,61    |
| 5     | Iwan Heschko         | UKR  | 3:35,82    |
| 6     | Michael East         | GBR  | 3:36,33    |
| 7     | Reyes Estévez        | ESP  | 3:36,63    |
| 8     | Gert-Jan Liefers     | NED  | 3:37,17    |

Finale: 24. August 2004, 23:40 Uhr

### 5000 m

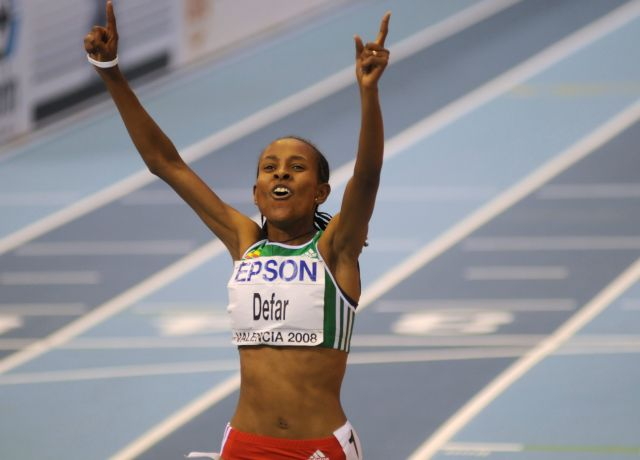
Gold erlief sich Meseret Defar

| Platz | Athlet                    | Land | Zeit (min) |
| ----- | ------------------------- | ---- | ---------- |
| 1     | Hicham El Guerrouj        | MAR  | 13:14,39   |
| 2     | Kenenisa Bekele           | ETH  | 13:14,59   |
| 3     | Eliud Kipchoge            | KEN  | 13:15,10   |
| 4     | Gebregziabher Gebremariam | ETH  | 13:15,35   |
| 5     | Dejene Berhanu            | ETH  | 13:16,92   |
| 6     | John Kemboi Kibowen       | KEN  | 13:18,24   |
| 7     | Zersenay Tadese           | ERI  | 13:24,31   |
| 8     | Craig Mottram             | AUS  | 13:25,70   |

Finale: 28. August 2004, 21:05 Uhr

### 10.000 m
| Platz | Athlet                    | Land | Zeit (min)  |
| ----- | ------------------------- | ---- | ----------- |
| 1     | Kenenisa Bekele           | ETH  | 27:05,10    |
| 2     | Sileshi Sihine            | ETH  | 27:09,39000 |
| 3     | Zersenay Tadese           | ERI  | 27:22,57 NR |
| 4     | Boniface Toroitich Kiprop | UGA  | 27:25,48000 |
| 5     | Haile Gebrselassie        | ETH  | 27:27,70000 |
| 6     | John Cheruiyot Korir      | KEN  | 27:41,91000 |
| 7     | Moses Cheruiyot Mosop     | KEN  | 27:46,61000 |
| 8     | Ismaïl Sghyr              | FRA  | 27:57,09000 |

Datum: 20. August, 22:35 Uhr

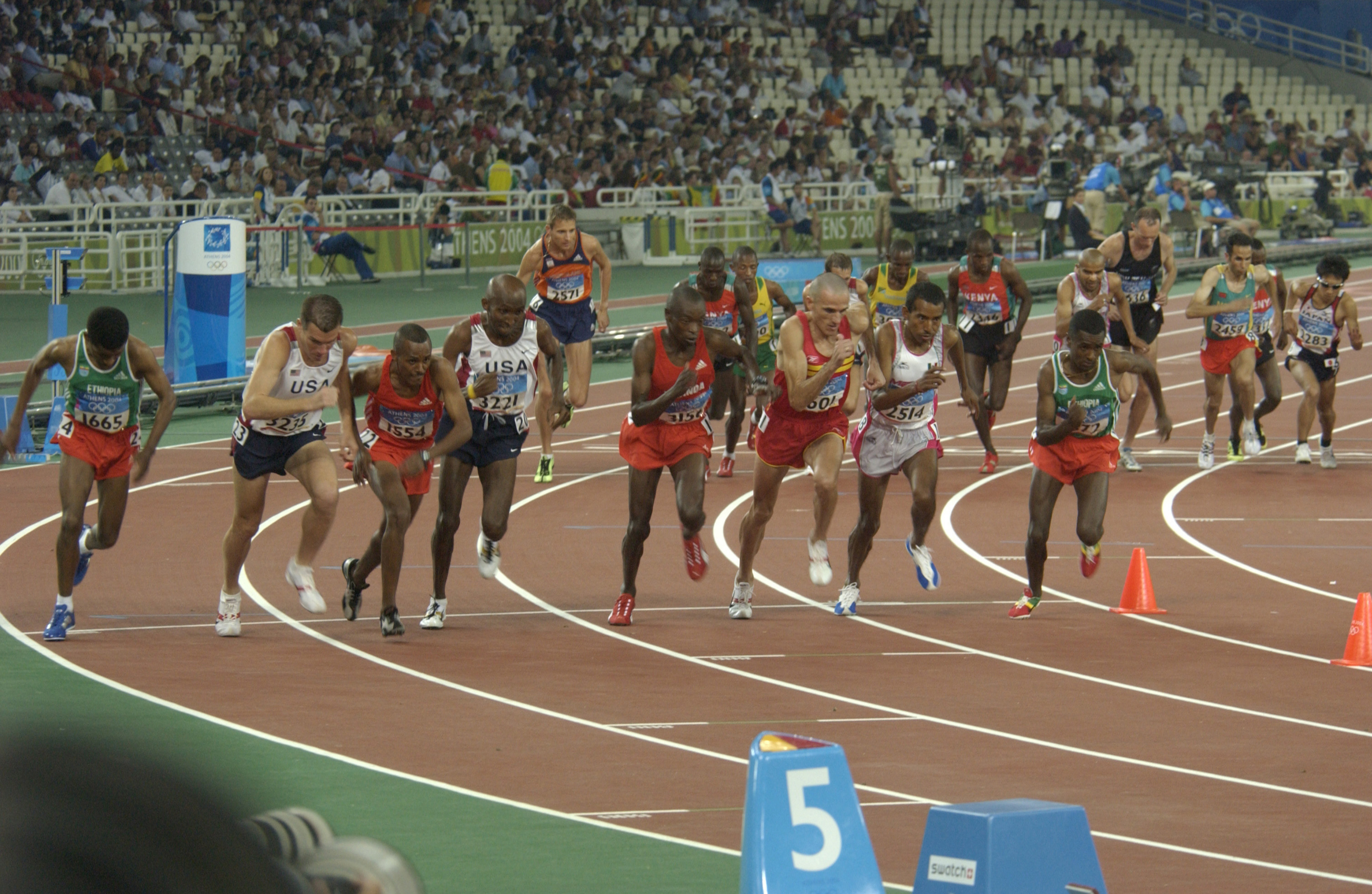
Start zum 10.000-Meter-Rennen

Der Äthiopier Haile Gebrselassie, der alles beherrschende Langstreckenläufer der 1990er Jahre, belegte den fünften Platz. Gebrselassie wandte sich anschließend auch der Marathondistanz zu, trat aber bei den Olympischen Spielen 2008 noch ein weiteres Mal auf der 10.000-Meter-Strecke an.

### Marathon
| Platz | Athlet               | Land | Zeit (h) |
| ----- | -------------------- | ---- | -------- |
| 1     | Stefano Baldini      | ITA  | 2:10:55  |
| 2     | Mebrahtom Keflezighi | USA  | 2:11:29  |
| 3     | Vanderlei de Lima    | BRA  | 2:12:11  |
| 4     | Jon Brown            | GBR  | 2:12:26  |
| 5     | Shigeru Aburaya      | JPN  | 2:13:11  |
| 6     | Toshinari Suwa       | JPN  | 2:13:24  |
| 7     | Erick Wainaina       | KEN  | 2:13:30  |
| 8     | Alberto Chaíça       | POR  | 2:14:17  |
| ...   |                      |      |          |
| 29    | Michael Buchleitner  | AUT  | 2:19:19  |
| DNF   | Viktor Röthlin       | SUI  |          |

Datum: 29. August, 18:00 Uhr

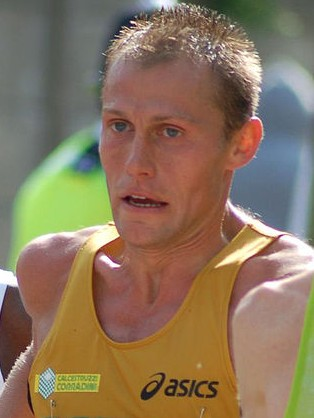
Gold für Stefano Baldini

Der Brasilianer Vanderlei de Lima führte das Rennen an, bis er acht Kilometer vor dem Ziel von einem Zuschauer attackiert und von der Straße gedrängt wurde. Dieser trug ein Kilt-Kostüm und hatte auf seinem Rücken ein Plakat befestigt mit der Aufschrift „The Grand Prix Priest. Israel Fulfillment of Prophecy Says The Bible. The Second Coming Is Near“. Der nach Polizeiangaben stark angetrunkene Mann wurde sofort verhaftet und abgeführt. De Lima, der schon vorher ziemlich erschöpft war, verlor durch das Gerangel über zehn Sekunden und wurde fünf Kilometer vor dem Ziel von Baldini und Keflezighi eingeholt. Der Südamerikaner beklagte anschließend, er habe durch die Attacke im letzten Viertel des Laufes seinen Rhythmus und somit möglicherweise auch den Sieg verloren.
Bei dem Angreifer handelte es sich um den 56-jährigen Iren Cornelius Horan, der im Vorjahr beim Formel-1-Grand-Prix von Großbritannien in Silverstone auf die Strecke gelaufen war. Er wurde im Anschluss von einem Athener Gericht zu einer Bewährungsstrafe von zwölf Monaten und einer Geldbuße von 3000 Euro verurteilt.
Der große Favorit und Weltrekordler Paul Tergat aus Kenia landete auf einem für ihn enttäuschenden zehnten Platz.

### 110 m Hürden
| Platz | Athlet                  | Land | Zeit (s)     |
| ----- | ----------------------- | ---- | ------------ |
| 1     | Liu Xiang               | CHN  | 12,91 WRe/   |
| 2     | Terrence Trammell       | USA  | 13,180000000 |
| 3     | Anier García            | CUB  | 13,200000000 |
| 4     | Maurice Wignall         | JAM  | 13,210000000 |
| 5     | Staņislavs Olijars      | LAT  | 13,210000000 |
| 6     | Charles Allen           | CAN  | 13,480000000 |
| 7     | Matheus Facho Inocêncio | BRA  | 13,490000000 |
| 8     | Ladji Doucouré          | FRA  | 13,760000000 |

Finale: 27. August 2004, 21:30 Uhr
Wind: +0,3 m/s

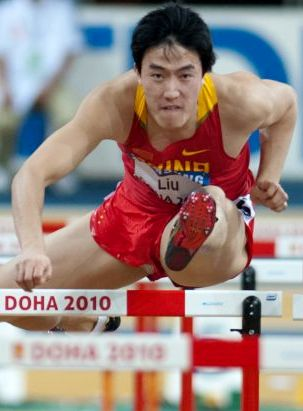
Der siegreiche Liu Xiang

Liu Xiang egalisierte den elf Jahre alten Weltrekord des Briten Colin Jackson.
Doping:
Der zunächst auf Rang fünf des ersten Halbfinales gewertete und damit dort ausgeschiedene US-Amerikaner Duane Ross wurde aufgrund von Ermittlungsergebnissen aus der BALCO-Affäre von der US-Anti-Doping-Kommission für zwei Jahre gesperrt. Seine Resultate wurden rückwirkend zum 2. November 2001 für alle Wettkämpfe nachträglich gestrichen.

### 400 m Hürden

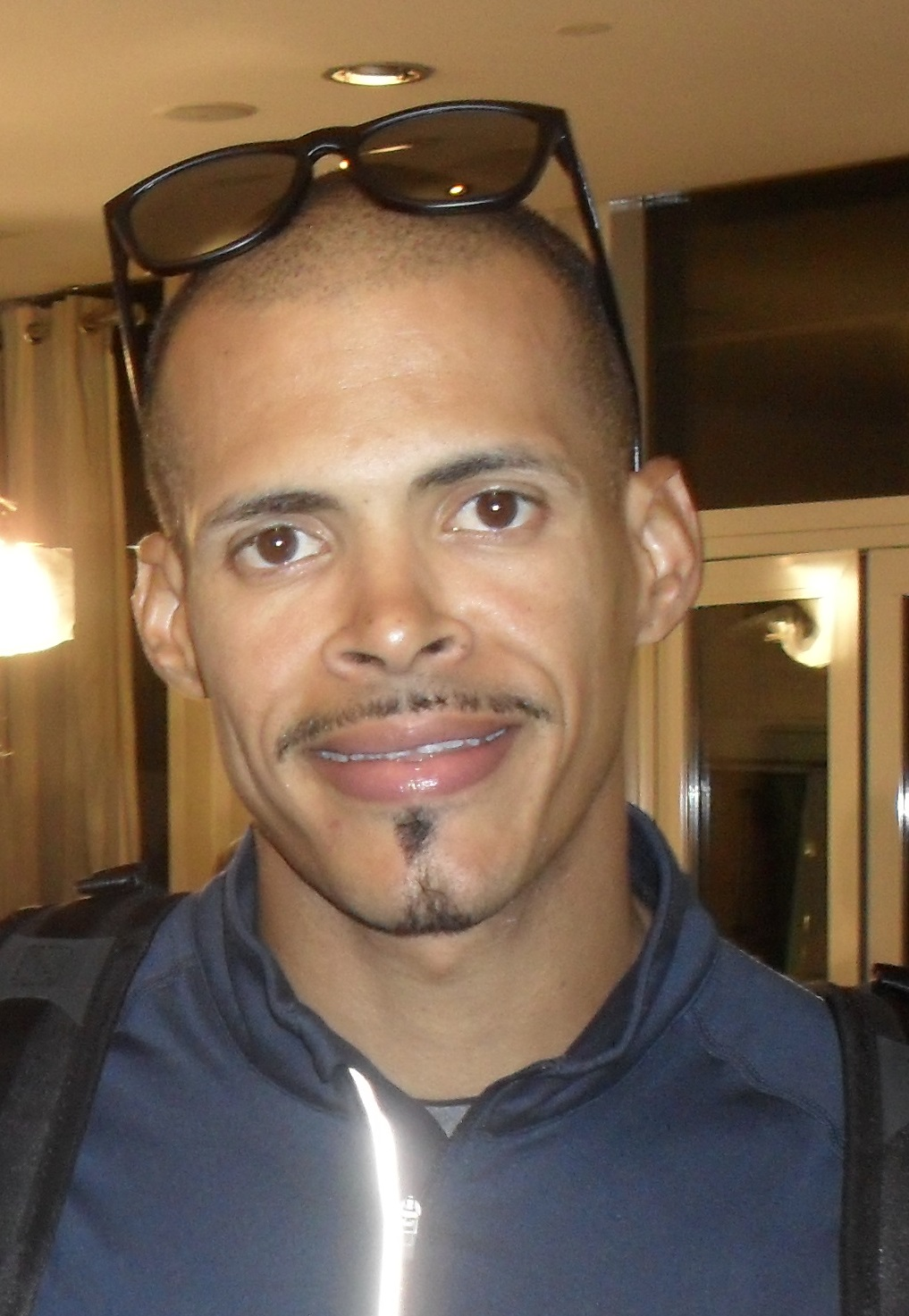
Gold für den Topfavoriten Félix Sánchez

| Platz | Athlet          | Land | Zeit (s) |
| ----- | --------------- | ---- | -------- |
| 1     | Félix Sánchez   | DOM  | 47,63    |
| 2     | Danny McFarlane | JAM  | 48,11    |
| 3     | Naman Keïta     | FRA  | 48,26    |
| 4     | James Carter    | USA  | 48,58    |
| 5     | Bayano Kamani   | PAN  | 48,74    |
| 6     | Marek Plawgo    | POL  | 49,00    |
| 7     | Alwyn Myburgh   | RSA  | 49,07    |
| 8     | Bennie Brazell  | USA  | 49,51    |

Finale: 26. August 2004, 22:30 Uhr

### 3000 m Hindernis

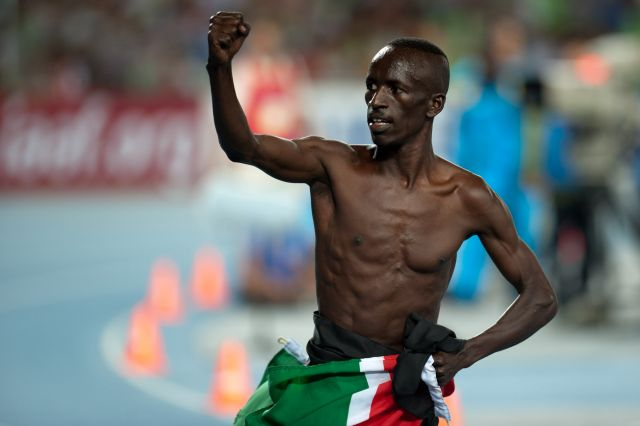
Ezekiel Kemboi lief zu seinem ersten
von zwei Olympiasiegen

| Platz | Athlet                | Land | Zeit (min) |
| ----- | --------------------- | ---- | ---------- |
| 1     | Ezekiel Kemboi        | KEN  | 8:05,81000 |
| 2     | Brimin Kiprop Kipruto | KEN  | 8:06,11000 |
| 3     | Paul Kipsiele Koech   | KEN  | 8:06,64000 |
| 4     | Musa Amer Obaid       | QAT  | 8:07,18 PB |
| 5     | Luis Miguel Martín    | ESP  | 8:11,64000 |
| 6     | Simon Vroemen         | NED  | 8:13,25000 |
| 7     | Bouabdellah Tahri     | FRA  | 8:14,26000 |
| 8     | Ali Ezzine            | MAR  | 8:15,58000 |

Finale: 24. August 2004, 21:40 Uhr

### 4 × 100 m Staffel
| Platz | Land                | Athleten                                                                                            | Zeit (s) |
| ----- | ------------------- | --------------------------------------------------------------------------------------------------- | -------- |
| 1     | Großbritannien      | Jason Gardener Darren Campbell Marlon Devonish Mark Lewis-Francis                                   | 38,07    |
| 2     | USA                 | Shawn Crawford Justin Gatlin (Finale) Coby Miller Maurice Greene im Vorlauf außerdem: Darvis Patton | 38,08    |
| 3     | Nigeria             | Olusoji Fasuba Uchenna Emedolu Aaron Egbele Deji Aliu                                               | 38,23    |
| 4     | Japan               | Hiroyasu Tsuchie Shingo Suetsugu Shinji Takahira Nobuharu Asahara                                   | 38,49    |
| 5     | Polen               | Zbigniew Tulin Łukasz Chyła Marcin Jędrusiński Marcin Urbaś                                         | 38,54    |
| 6     | Australien          | Adam Basil Paul Di Bella Patrick Johnson Joshua Ross                                                | 38,56    |
| 7     | Trinidad und Tobago | Nicconnor Alexander Marc Burns Ato Boldon Darrel Brown                                              | 38,60    |
| 8     | Brasilien           | Cláudio Roberto Souza Édson Ribeiro André da Silva Vicente de Lima                                  | 38,67    |

Finale: 28. August, 21:45 Uhr
Das favorisierte US-Team verpatzte einen Stabwechsel an derselben Stelle wie tags zuvor die US-amerikanische Frauenmannschaft. Die US-Amerikaner konnten wieder auf die Briten aufschließen, verpassten den Sieg aber um eine Hundertstelsekunde.

### 4 × 400 m Staffel
| Platz | Land           | Athleten | Zeit (min) |
| ----- | -------------- | --- | ---------- |
| 1     | USA            | Otis Harris (Finale) Derrick Brew Jeremy Wariner (Finale) Darold Williamson im Vorlauf außerdem: Kelly Willie Andrew Rock | 2:55,91    |
| 2     | Australien     | John Steffensen Mark Ormrod Patrick Dwyer Clinton Hill im Vorlauf außerdem: Kelly Willie Andrew Rock                      | 3:00,60    |
| 3     | Nigeria        | James Godday Musa Audu Saul Weigopwa Enefiok Udo-Obong                                                                    | 3:00,90    |
| 4     | Japan          | Yuki Yamaguchi Jun Osakada Tomohiro Itō Mitsuhiro Satō                                                                    | 3:00,99    |
| 5     | Großbritannien | Timothy Benjamin Sean Baldock Malachi Davis Matthew Elias                                                                 | 3:01,07    |
| 6     | Bahamas        | Nathaniel McKinney Aaron Cleare (Finale) Andrae Williams Chris Brown im Vorlauf außerdem: Dennis Darling                  | 3:01,88    |
| 7     | Deutschland    | Ingo Schultz Kamghe Gaba Ruwen Faller Bastian Swillims                                                                    | 3:02,22    |
| 8     | Botswana       | Johnson Kubisa California Molefe Gaolesiela Salang (Finale) Kagiso Kilego im Vorlauf außerdem: Oganeditse Moseki          | 3:02,49    |

Datum: 28. August 2004, 22:25 Uhr

### 20 km Gehen

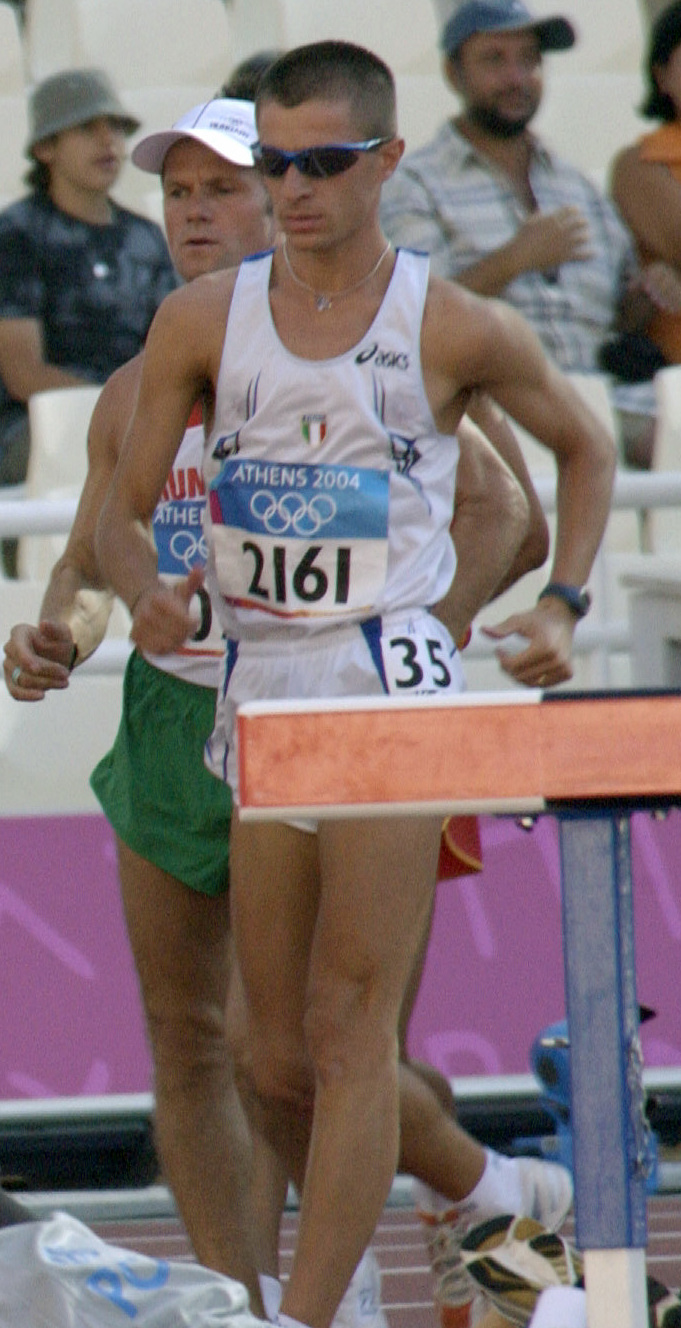
Olympiasieger wurde Ivano Brugnetti

| Platz | Athlet                     | Land | Zeit (h) |
| ----- | -------------------------- | ---- | -------- |
| 1     | Ivano Brugnetti            | ITA  | 1:19:40  |
| 2     | Francisco Javier Fernández | ESP  | 1:19:45  |
| 3     | Nathan Deakes              | AUS  | 1:20:02  |
| 4     | Jefferson Pérez            | ECU  | 1:20:38  |
| 5     | Juan Manuel Molina         | ESP  | 1:20:55  |
| 6     | Zhu Hongjun                | CHN  | 1:21:40  |
| 7     | Wladimir Andrejew          | RUS  | 1:21:53  |
| 8     | André Höhne                | GER  | 1:21:56  |

Datum: 20. August 2004, 9:00 Uhr

### 50 km Gehen

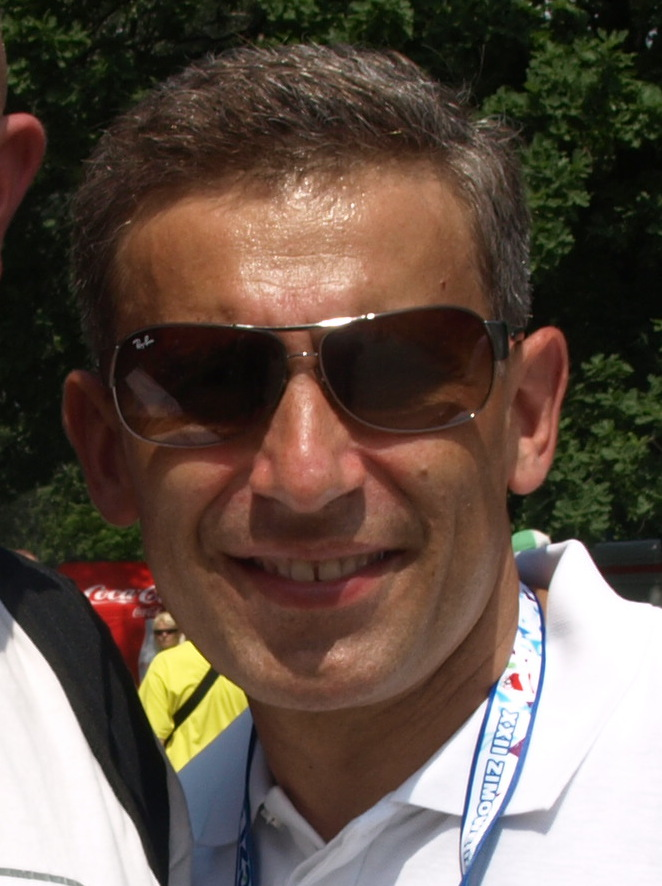
Robert Korzeniowski: vierter Olympiasieg

| Platz | Athlet              | Land | Zeit (h)   |
| ----- | ------------------- | ---- | ---------- |
| 1     | Robert Korzeniowski | POL  | 3:38:46000 |
| 2     | Denis Nischegorodow | RUS  | 3:42:50000 |
| 3     | Alexei Wojewodin    | RUS  | 3:43:34000 |
| 4     | Yu Chaohong         | CHN  | 3:43:45000 |
| 5     | Jesús Ángel García  | ESP  | 3:44:42000 |
| 6     | Roman Magdziarczyk  | POL  | 3:48:11000 |
| 7     | Grzegorz Sudoł      | POL  | 3:49:09 PB |
| 8     | Santiago Pérez      | ESP  | 3:49:48000 |

Datum: 27. August 2004, 7:00 Uhr

### Hochsprung

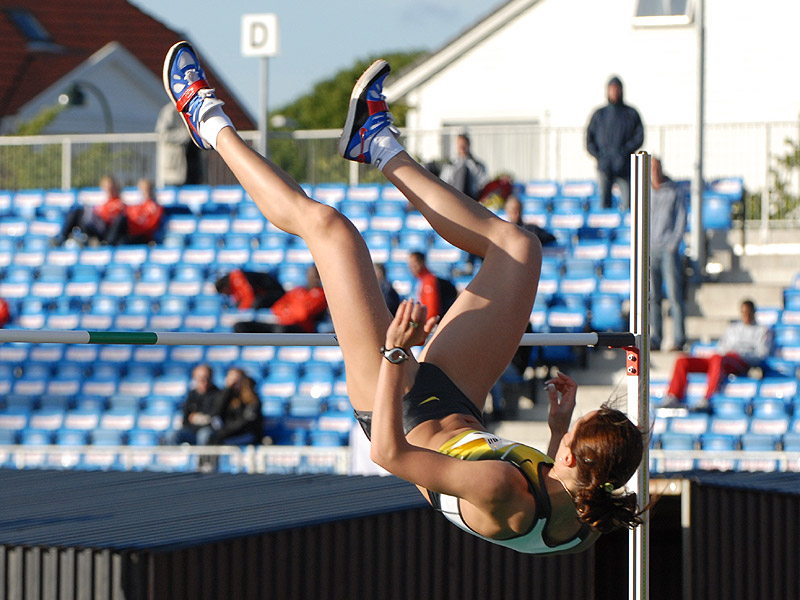
Die überraschende Olympiasiegerin Jelena Slessarenko

| Platz | Athlet             | Land | Höhe (m) |
| ----- | ------------------ | ---- | -------- |
| 1     | Stefan Holm        | SWE  | 2,36000  |
| 2     | Matt Hemingway     | USA  | 2,34000  |
| 3     | Jaroslav Bába      | CZE  | 2,34 PB  |
| 4     | Jamie Nieto        | USA  | 2,34 PB  |
| 5     | Andrij Sokolowskyj | UKR  | 2,32000  |
| 6     | Jaroslaw Rybakow   | RUS  | 2,32000  |
| 7     | Mark Boswell       | CAN  | 2,29000  |
| 8     | Svatoslav Ton      | CZE  | 2,29000  |

Finale: 22. August 2004, 19:30 Uhr

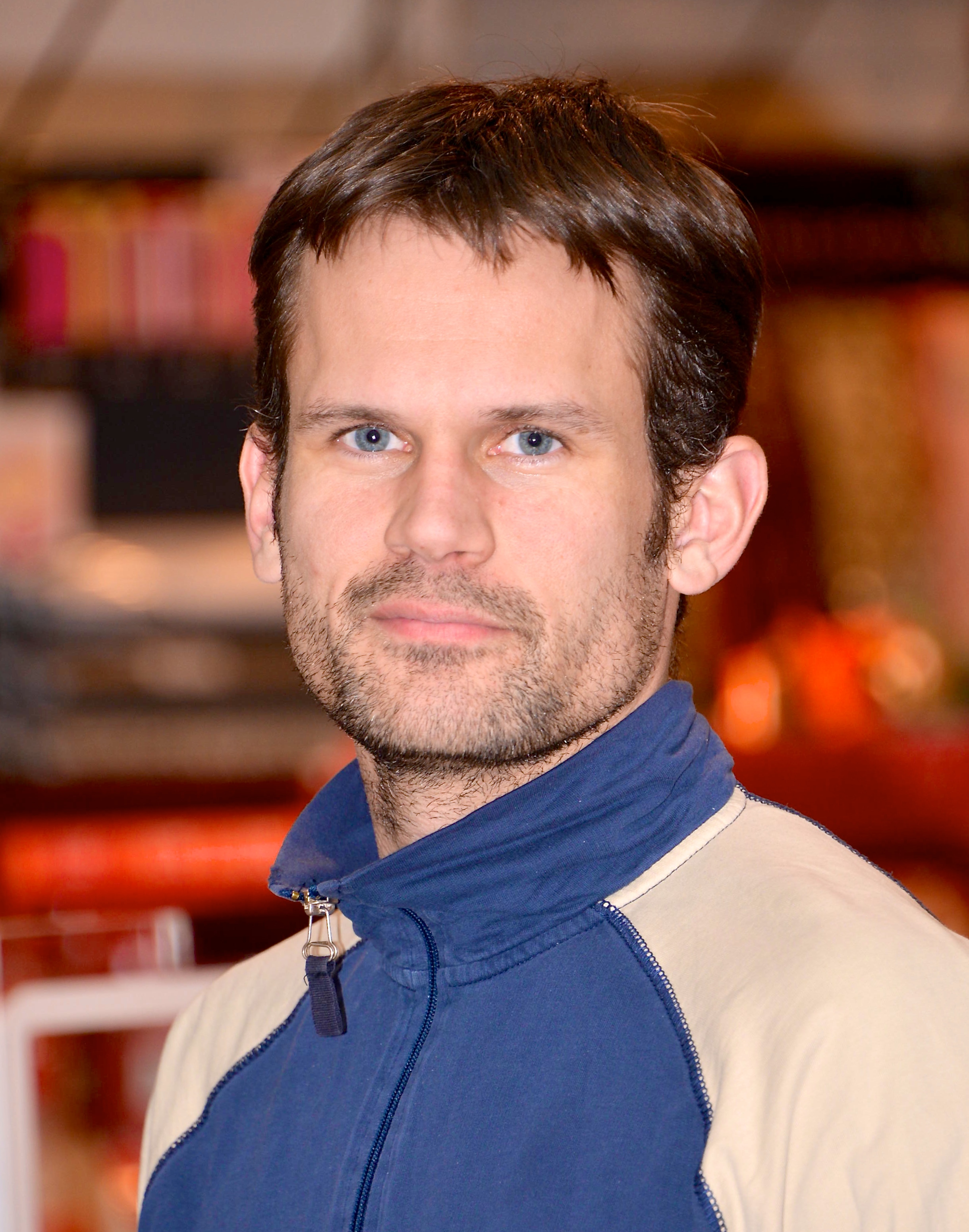
Mitfavorit Stefan Holm gewann olympisches Gold

Der Belarusse Aljaksej Ljasnitschy wurde nachträglich wegen Dopingmissbrauchs disqualifiziert. Ljasnitschy hatte im Vorkampf keinen gültigen Versuch geschafft und schied damit in der Qualifikation aus. Bei der Dopingkontrolle wurde dann die Substanz Clenbuterol nachgewiesen. Er wurde daraufhin von den Spielen ausgeschlossen und für zwei Jahre gesperrt.

### Stabhochsprung

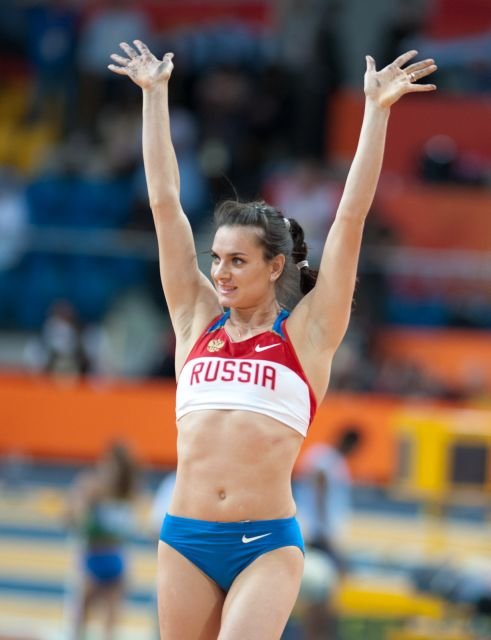
Jelena Issinbajewa – Olympiasieg mit Weltrekord

| Platz | Athlet             | Land | Höhe (m) |
| ----- | ------------------ | ---- | -------- |
| 1     | Timothy Mack       | USA  | 5,95     |
| 2     | Toby Stevenson     | USA  | 5,90000  |
| 3     | Giuseppe Gibilisco | ITA  | 5,85000  |
| 4     | Igor Pawlow        | RUS  | 5,75 PB  |
| 5     | Danny Ecker        | GER  | 5,75000  |
| 6     | Lars Börgeling     | GER  | 5,75000  |
| 7     | Derek Miles        | USA  | 5,75000  |
| 8     | Alexander Awerbuch | ISR  | 5,65000  |
| ...   |                    |      |          |
| 11    | Tim Lobinger       | GER  | 5,55000  |

Finale: 27. August 2004, 20:00 Uhr

### Weitsprung

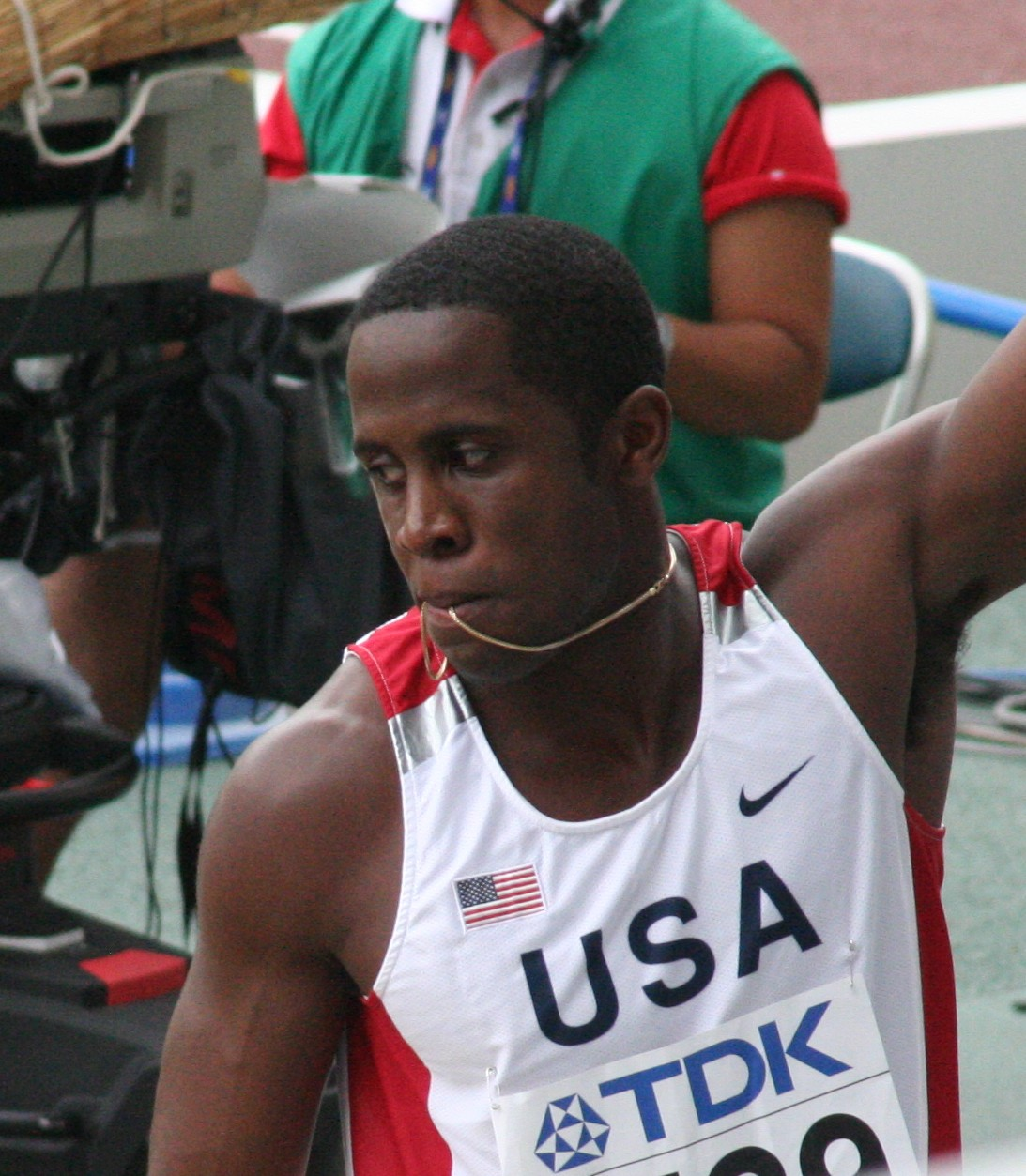
Olympiasieger Dwight Phillips (auf dem
Foto in Osaka 2007)

| Platz | Athlet                | Land | Weite (m) |
| ----- | --------------------- | ---- | --------- |
| 1     | Dwight Phillips       | USA  | 8,59000   |
| 2     | John Moffitt          | USA  | 8,47 PB   |
| 3     | Joan Lino Martínez    | ESP  | 8,32 PB   |
| 4     | James Beckford        | JAM  | 8,31000   |
| 5     | Christopher Tomlinson | GBR  | 8,25000   |
| 6     | Ignisious Gaisah      | GHA  | 8,24000   |
| 7     | Iván Pedroso          | CUB  | 8,23000   |
| 8     | Bogdan Țăruș          | ROM  | 8,21000   |

Finale: 26. August 2004, 20:20 Uhr

### Dreisprung

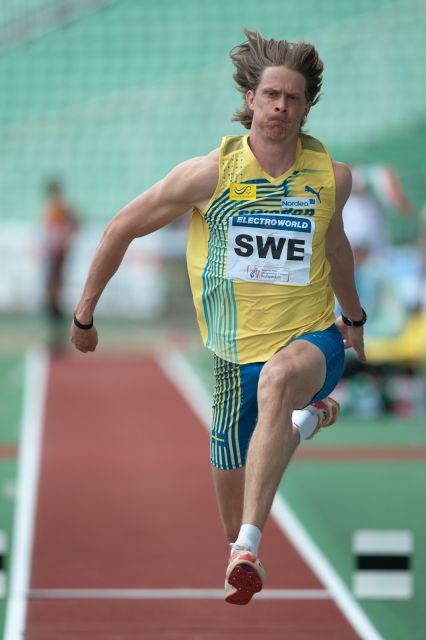
Christian Olsson (hier im Jahr 2010) wurde Olympiasieger mit Landesrekord

| Platz | Athlet                | Land | Weite (m) |
| ----- | --------------------- | ---- | --------- |
| 1     | Christian Olsson      | SWE  | 17,79 NR  |
| 2     | Marian Oprea          | ROM  | 17,55000  |
| 3     | Daniil Burkenja       | RUS  | 17,48000  |
| 4     | Yoandri Betanzos      | CUB  | 17,47000  |
| 5     | Jadel Gregório        | BRA  | 17,31000  |
| 6     | Christos Meletoglou   | GRE  | 17,13000  |
| 7     | Wiktor Guschtschinski | RUS  | 17,11000  |
| 8     | Yoelbi Quesada        | CUB  | 16,96000  |

Finale: 22. August, 20:10 Uhr

### Kugelstoßen
| Platz | Athlet              | Land | Weite (m) |
| ----- | ------------------- | ---- | --------- |
| 1     | Adam Nelson         | USA  | 21,16     |
| 2     | Joachim Olsen       | DEN  | 21,07     |
| 3     | Manuel Martínez     | ESP  | 20,84     |
| 4     | Andrej Michnewitsch | BLR  | 20,60     |
| 5     | Jury Bjalou         | BLR  | 20,34     |
| 6     | Justin Anlezark     | AUS  | 20,31     |
| 7     | Ralf Bartels        | GER  | 20,26     |
| 8     | John Godina         | USA  | 20,19     |

Finale: 18. August 2004, 17:30 Uhr

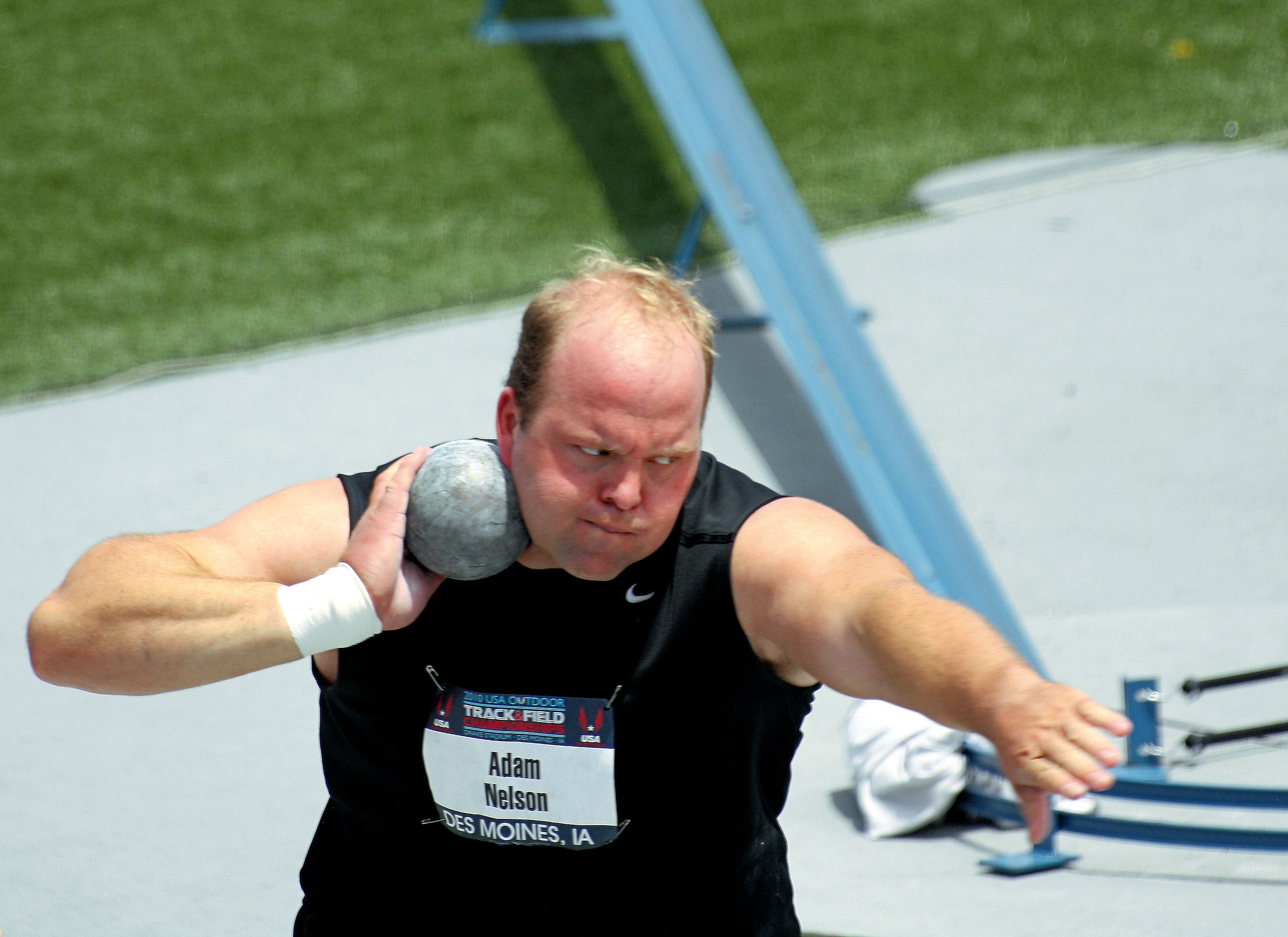
Olympiasieger Adam Nelson (Foto: 2010) erhielt sein Gold erst nach acht Jahren

Der Wettbewerb fand im antiken Stadion von Olympia statt.
Dem ursprünglich erstplatzierten Ukrainer Jurij Bilonoh wurde am 5. Dezember 2012 seine Medaille wegen Dopings offiziell aberkannt.

### Diskuswurf
| Platz | Athlet             | Land | Weite (m) |
| ----- | ------------------ | ---- | --------- |
| 1     | Virgilijus Alekna  | LTU  | 69,89     |
| 2     | Zoltán Kővágó      | HUN  | 67,04000  |
| 3     | Aleksander Tammert | EST  | 66,66000  |
| 4     | Wassil Kapzjuch    | BLR  | 65,10000  |
| 5     | Frantz Kruger      | RSA  | 64,34000  |
| 6     | Casey Malone       | USA  | 64,33000  |
| 7     | Lars Riedel        | GER  | 62,80000  |
| 8     | Hannes Hopley      | RSA  | 62,58000  |
| 9     | Torsten Schmidt    | GER  | 61,18000  |

Finale: 23. August, 20:20 Uhr

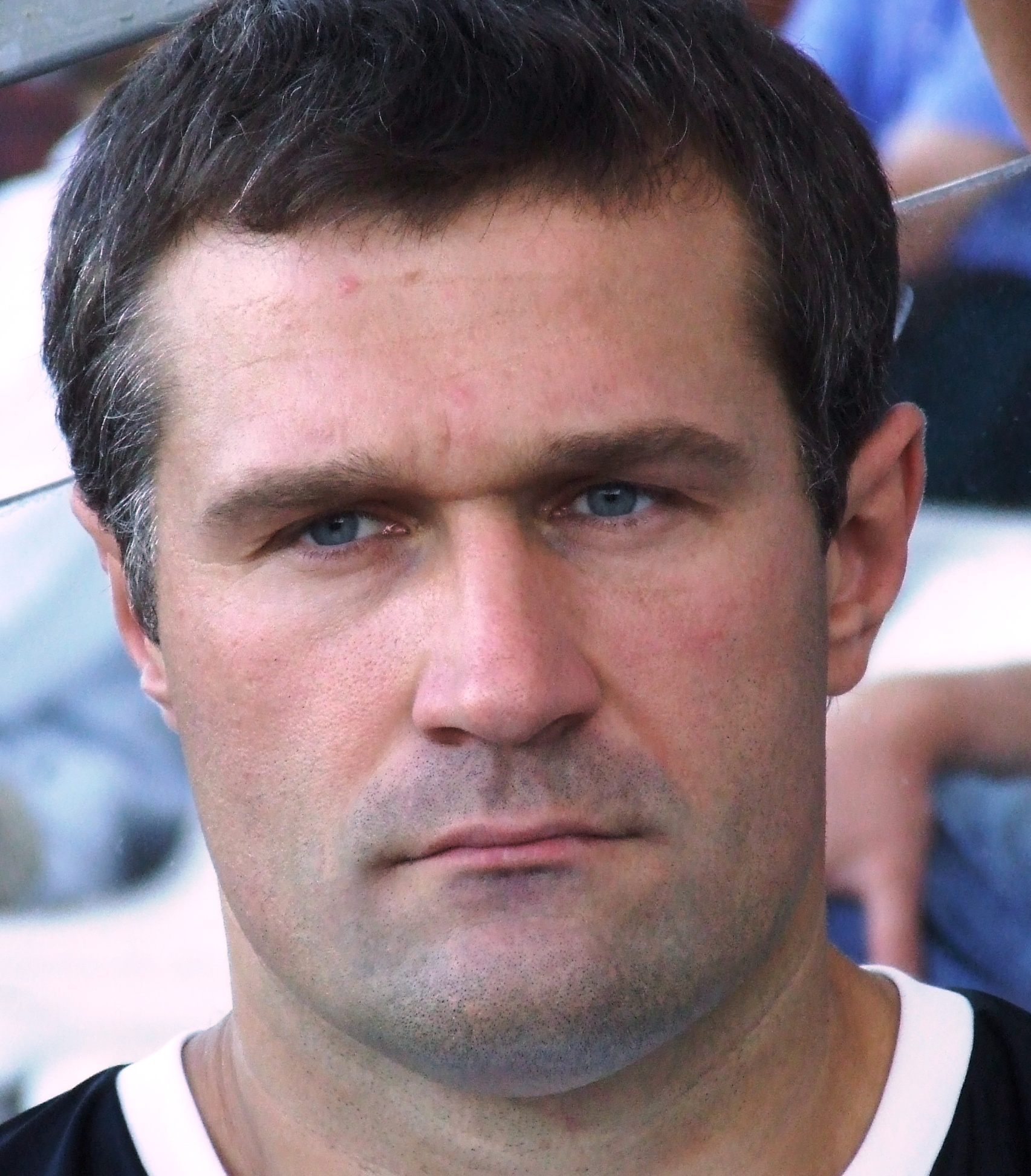
Goldmedaillengewinner Virgilijus Alekna

Ursprünglich siegte der Ungar Róbert Fazekas. Nach dem Wettbewerb verweigerte er zunächst die Dopingkontrolle und wurde anschließend bei dem Versuch ertappt, seine Urinprobe mit Fremdurin zu vertauschen. Daraufhin wurde ihm die Goldmedaille aberkannt.
Lars Riedel musste den Wettkampf nach drei Versuchen – nur einer davon mit 62,80 m gültig – beenden. Beim fünfmaligen Weltmeister und Olympiasieger von 1996 in Atlanta brach eine alte Verletzung auf, dennoch belegte er Platz sieben. Als zweitbester Deutscher wurde Torsten Schmidt bei seinem ersten Olympiaeinsatz Neunter, nachdem der dritte deutsche Teilnehmer Michael Möllenbeck in der Qualifikation ausgeschieden war.

### Hammerwurf
| Platz                         | Athlet              | Land | Weite (m) |
| ----------------------------- | ------------------- | ---- | --------- |
| 1                             | Kōji Murofushi      | JPN  | 82,91     |
| Silbermedaille nicht vergeben |                     |      |           |
| Bronzemedaille nicht vergeben |                     |      |           |
| 2                             | Eşref Apak          | TUR  | 79,81     |
| 3                             | Wadsim Dsewjatouski | BLR  | 78,82     |
| 4                             | Krisztián Pars      | HUN  | 78,73     |
| 5                             | Primož Kozmus       | SLO  | 78,56     |
| 6                             | Libor Charfreitag   | SLK  | 77,54     |
| 7                             | Karsten Kobs        | GER  | 76,30     |
| ...                           |                     |      |           |
| 11                            | Markus Esser        | GER  | 72,51     |

Finale: 22. August 2004, 21:15 Uhr

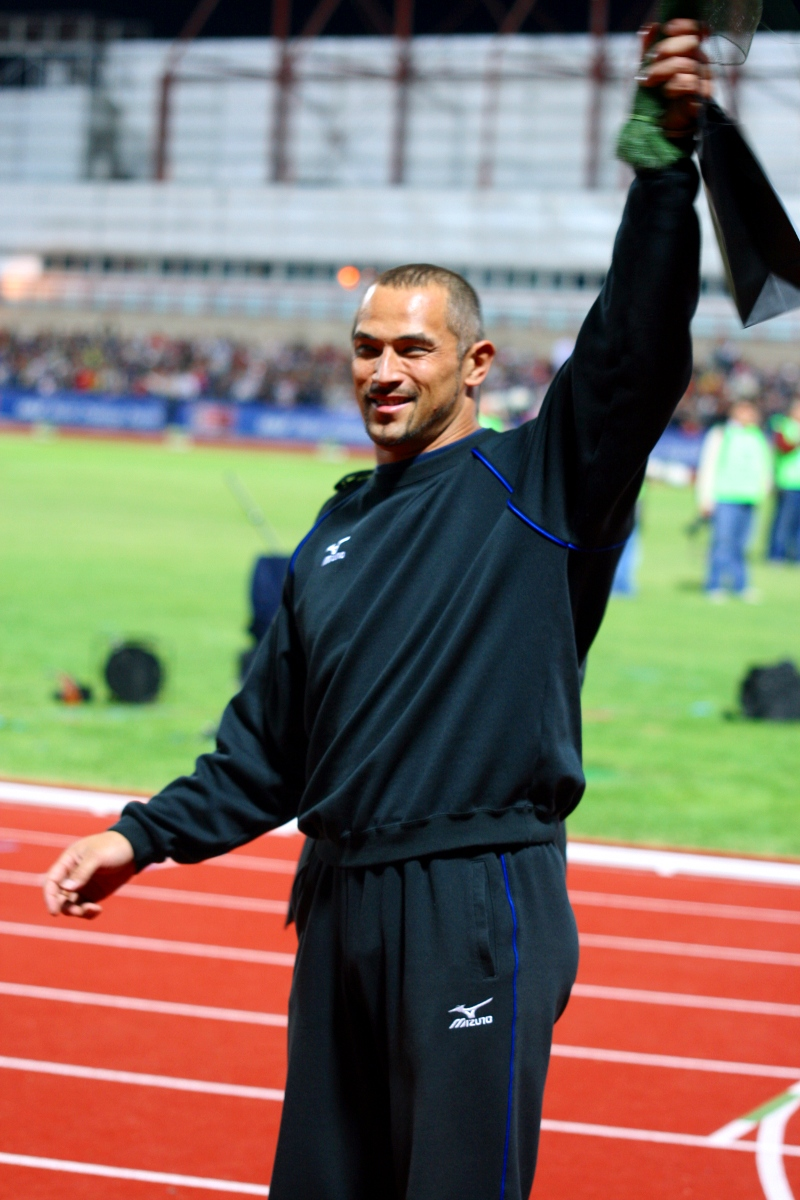
Gold gab es hier für Kōji Murofushi

Ursprünglich belegte der Ungar Adrián Annus mit einer Weite von 83,19 m Platz eins. Nachdem Annus zu einer vom Internationalen Olympischen Komitee angesetzten Zielkontrolle in Ungarn nicht erschienen war, wurde ihm die Goldmedaille aberkannt. Am 5. Dezember 2012 wurde auch dem Belarussen Iwan Zichan – zunächst Bronzemedaillengewinner –, der nach Annus’ Disqualifikation auf Platz zwei vorgerückt war, wegen Dopings die Medaille aberkannt. Die Silber- sowie die Bronzemedaille wurde danach vom IOC nicht neu vergeben.

### Speerwurf

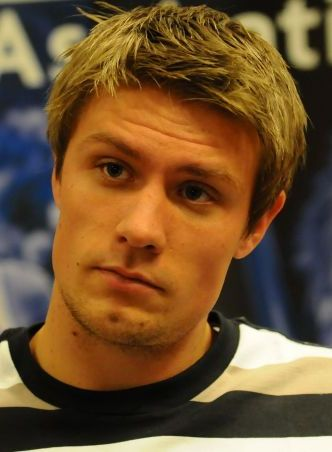
Andreas Thorkildsen erwies sich als bester Werfer einer neuen Speerwurfgeneration

| Platz | Athlet              | Land | Weite (m) |
| ----- | ------------------- | ---- | --------- |
| 1     | Andreas Thorkildsen | NOR  | 86,50 PB  |
| 2     | Vadims Vasiļevskis  | LAT  | 84,95 PB  |
| 3     | Sergei Makarow      | RUS  | 84,74000  |
| 4     | Steve Backley       | GBR  | 84,13000  |
| 5     | Alexander Iwanow    | RUS  | 83,31000  |
| 6     | Andrus Värnik       | EST  | 83,25000  |
| 7     | Ēriks Rags          | LAT  | 83,14000  |
| 8     | Tero Pitkämäki      | FIN  | 83,01000  |

Finale: 28. August 2004, 20:40 Uhr

### Zehnkampf

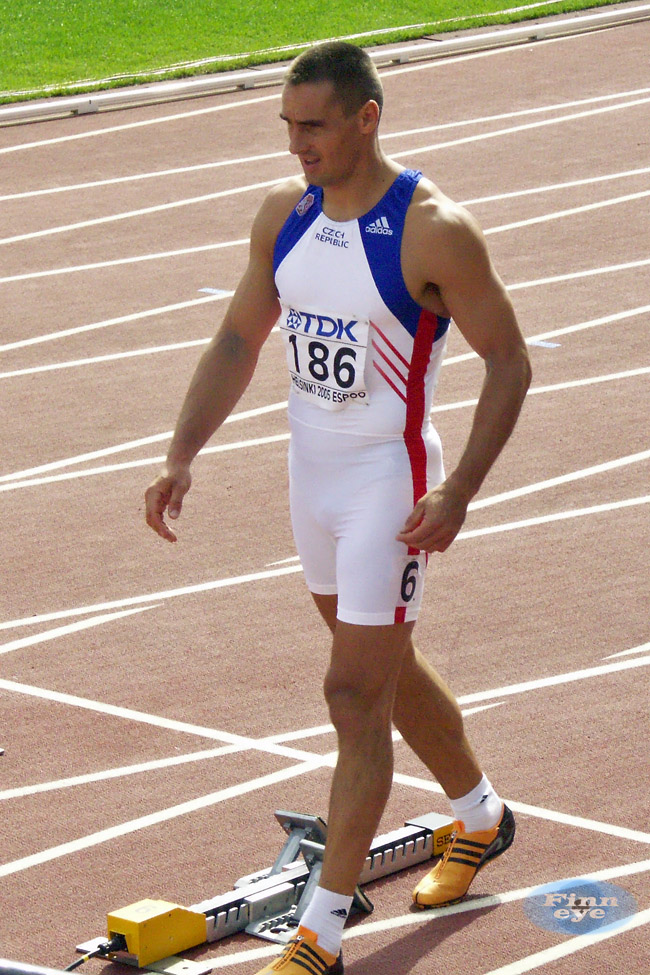
Roman Šebrle siegte mit neuem Olympiarekord

| Platz | Athlet           | Land | Punkte  |
| ----- | ---------------- | ---- | ------- |
| 1     | Roman Šebrle     | CZE  | 8893    |
| 2     | Bryan Clay       | USA  | 8820000 |
| 3     | Dmitri Karpow    | KAZ  | 8725 AS |
| 4     | Dean Macey       | GBR  | 8414000 |
| 5     | Chiel Warners    | NED  | 8343000 |
| 6     | Attila Zsivóczky | HUN  | 8287000 |
| 7     | Laurent Hernu    | FRA  | 8237000 |
| 8     | Erki Nool        | EST  | 8235000 |

Datum: 23./24. August 2004
Der Österreicher Roland Schwarzl wurde mit 8102 Punkten Zehnter. Florian Schönbeck aus Deutschland belegte mit 8077 Punkten Rang zwölf und sein Landsmann Stefan Drews mit 7926 Punkten Rang neunzehn. Dennis Leyckes, ebenfalls Deutschland, konnte durch eine Verletzung schon den 400-Meter-Lauf nicht mehr absolvieren und trat zum zweiten Tag nicht mehr an. Weltmeister Tom Pappas (USA) hatte beim ersten Anlauf im Stabhochsprung Probleme mit dem Fuß und konnte den Wettkampf anschließend nicht mehr fortsetzen.

## Resultate Frauen

### 100 m
| Platz | Athletin           | Land | Zeit (s) |
| ----- | ------------------ | ---- | -------- |
| 1     | Julija Neszjarenka | BLR  | 10,93    |
| 2     | Lauryn Williams    | USA  | 10,96    |
| 3     | Veronica Campbell  | JAM  | 10,97    |
| 4     | Iwet Lalowa        | BUL  | 11,00    |
| 5     | Aleen Bailey       | JAM  | 11,05    |
| 6     | Sherone Simpson    | JAM  | 11,07    |
| 7     | Debbie Ferguson    | BAH  | 11,16    |
| 8     | LaTasha Colander   | USA  | 11,18    |

Finale: 21. August 2004, 22:55 Uhr
Wind: −0,1 m/s

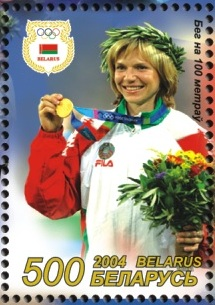
Olympiasiegerin Julija Neszjarenka

Die Ukrainerin Schanna Block erreichte das Halbfinale und schied dort als Sechste ihres Laufs aus. Im Oktober 2011 wurde sie dann wegen Verstoßes gegen die Antidopingbestimmungen nachträglich disqualifiziert.
Ungereimtheiten gab es bei der Siegerin über 100 Meter Julija Neszjarenka aus Belarus. Sie wurde nach Angaben des polnischen Leichtathletikverbands zwei Jahre vor den Spielen des Dopingmissbrauchs mittels Clenbuterol überführt. Da das zuständige Labor jedoch keine Akkreditierung für die IAAF oder das IOC hatte, blieb dieses Resultat für immer ohne Folgen.

### 200 m

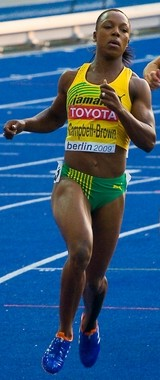
Favoritensieg für Veronica Campbell-Brown

| Platz | Athletin          | Land | Zeit (s)   |
| ----- | ----------------- | ---- | ---------- |
| 1     | Veronica Campbell | JAM  | 22,05 PB00 |
| 2     | Allyson Felix     | USA  | 22,18 JWR  |
| 3     | Debbie Ferguson   | BAH  | 22,3000000 |
| 4     | Aleen Bailey      | JAM  | 22,4200000 |
| 5     | Iwet Lalowa       | BUL  | 22,5700000 |
| 6     | Kim Gevaert       | BEL  | 22,4200000 |
| 7     | Abiodun Oyepitan  | GBR  | 22,8700000 |
| 7     | Muna Lee          | USA  | 22,8700000 |

Finale: 25. August 2004, 23:20 Uhr
Wind: +0,8 m/s

### 400 m
| Platz | Athletin                 | Land | Zeit (s) |
| ----- | ------------------------ | ---- | -------- |
| 1     | Tonique Williams-Darling | BAH  | 49,41000 |
| 2     | Ana Guevara              | MEX  | 49,56000 |
| 3     | Natalja Antjuch          | RUS  | 49,89000 |
| 4     | Monique Hennagan         | USA  | 49,97000 |
| 5     | DeeDee Trotter           | USA  | 50,00 PB |
| 6     | Sanya Richards           | USA  | 50,19000 |
| 7     | Christine Amertil        | BAH  | 50,37000 |
| 8     | Natalja Nasarowa         | RUS  | 50,65000 |

Finale: 24. August 2004, 22:50 Uhr

### 800 m
| Platz | Athletin               | Land | Zeit (min) |
| ----- | ---------------------- | ---- | ---------- |
| 1     | Kelly Holmes           | GBR  | 1:56,38000 |
| 2     | Hasna Benhassi         | MAR  | 1:56,43 NR |
| 3     | Jolanda Čeplak         | SLO  | 1:56,43000 |
| 4     | Maria de Lurdes Mutola | MOZ  | 1:56,51000 |
| 5     | Tatjana Andrianowa     | RUS  | 1:56,88000 |
| 6     | Jearl Miles Clark      | USA  | 1:57,27000 |
| 7     | Maria Cioncan          | ROM  | 1:59,62000 |
| 8     | Zulia Calatayud        | CUB  | 2:00,95000 |

Datum: 23. August 2004, 20:55 Uhr

### 1500 m

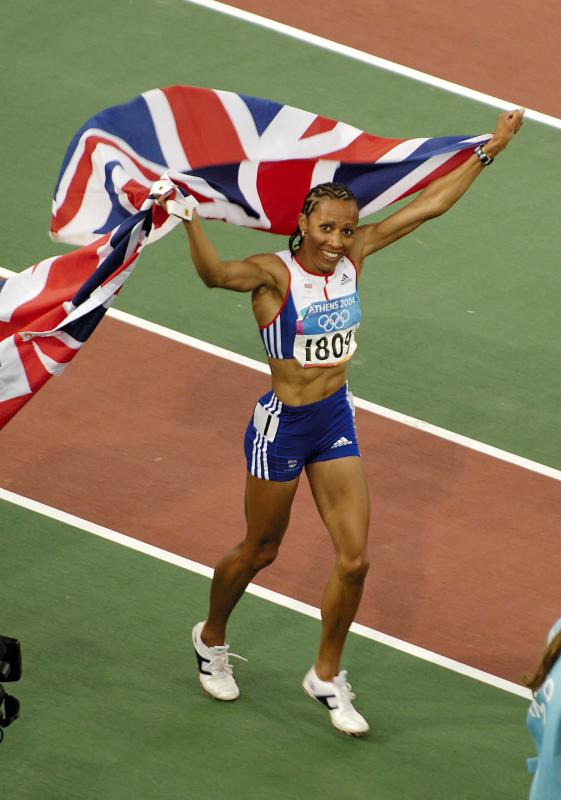
Kelly Holmes setzte sich durch und gewann fünf Tage später nochmal Gold über 1500 Meter

| Platz | Athletin            | Land | Zeit (min) |
| ----- | ------------------- | ---- | ---------- |
| 1     | Kelly Holmes        | GBR  | 3:57,90 NR |
| 2     | Tatjana Tomaschowa  | RUS  | 3:58,12 PB |
| 3     | Maria Cioncan       | ROM  | 3:58,39 PB |
| 4     | Natalja Jewdokimowa | RUS  | 3:59,05 PB |
| 5     | Daniela Jordanowa   | BUL  | 3:59,10 PB |
| 6     | Lidia Chojecka      | POL  | 3:59,27000 |
| 7     | Anna Jakubczak      | POL  | 4:00,15 PB |
| 8     | Elvan Abeylegesse   | TUR  | 4:00,67000 |

Finale: 28. August, 20:30 Uhr

### 5000 m
| Platz | Athletin             | Land | Zeit (min) |
| ----- | -------------------- | ---- | ---------- |
| 1     | Meseret Defar        | ETH  | 14:45,65   |
| 2     | Isabella Ochichi     | KEN  | 14:48,19   |
| 3     | Tirunesh Dibaba      | ETH  | 14:51,83   |
| 4     | Jelena Sadoroschnaja | RUS  | 14:55,52   |
| 5     | Joanne Pavey         | GBR  | 14:57,87   |
| 6     | Gulnara Samitowa     | RUS  | 15:02,30   |
| 7     | Irina Mikitenko      | GER  | 15:03,36   |
| 8     | Sun Yingjie          | CHN  | 15:07,23   |

Finale: 23. August 2004, 22:00 Uhr

### 10.000 m
| Platz | Athletin          | Land | Zeit (min)  |
| ----- | ----------------- | ---- | ----------- |
| 1     | Xing Huina        | CHN  | 30:24,36 PB |
| 2     | Ejegayehu Dibaba  | ETH  | 30:24,98 PB |
| 3     | Derartu Tulu      | ETH  | 30:26,42000 |
| 4     | Werknesh Kidane   | ETH  | 30:28,30000 |
| 5     | Lornah Kiplagat   | NED  | 30:31,92000 |
| 6     | Sun Yingjie       | CHN  | 30:54,37000 |
| 7     | Jeļena Prokopčuka | LAT  | 31:04,10 NR |
| 8     | Lidija Grigorjewa | RUS  | 31:04,62000 |

Datum: 27. August 2004, 21:50 Uhr

### Marathon
| Platz | Athletin          | Land | Zeit (h) |
| ----- | ----------------- | ---- | -------- |
| 1     | Mizuki Noguchi    | JPN  | 2:26:20  |
| 2     | Catherine Ndereba | KEN  | 2:26:32  |
| 3     | Deena Kastor      | USA  | 2:27:20  |
| 4     | Elfenesh Alemu    | ETH  | 2:28:15  |
| 5     | Reiko Tosa        | JPN  | 2:28:44  |
| 6     | Olivera Jevtić    | SCG  | 2:31:15  |
| 7     | Naoko Sakamoto    | JPN  | 2:31:43  |
| 8     | Ljudmila Petrowa  | RUS  | 2:31:56  |
| ...   |                   |      |          |
| 18    | Luminita Zaituc   | GER  | 2:36:45  |
| DNF   | Ulrike Maisch     | GER  |          |

Datum: 22. August 2004, 18.00 Uhr

### 100 m Hürden

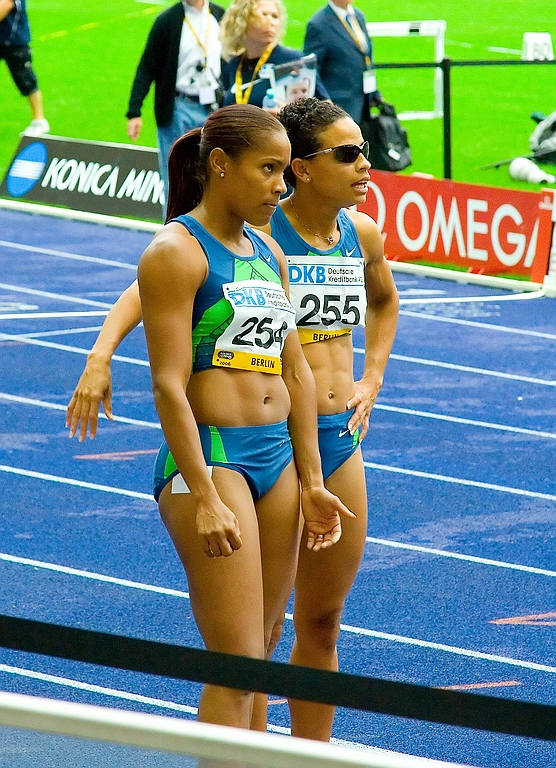
Joanna Hayes (rechts) – Überraschungssiegerin des Hürdensprints

| Platz | Athletin                | Land | Zeit (s) |
| ----- | ----------------------- | ---- | -------- |
| 1     | Joanna Hayes            | USA  | 12,37    |
| 2     | Olena Krassowska        | UKR  | 12,45 PB |
| 3     | Melissa Morrison-Howard | USA  | 12,56000 |
| 4     | Marija Korotejewa       | RUS  | 12,72000 |
| 5     | Lacena Golding-Clarke   | JAM  | 12,73000 |
| 6     | Angela Whyte            | CAN  | 12,81000 |
| DNF   | Perdita Felicien        | CAN  |          |
| DNF   | Irina Schewtschenko     | RUS  |          |

Finale: 24. August 2004, 22:30 Uhr
Wind: +1,5 m/s

### 400 m Hürden
| Platz | Athletin                       | Land | Zeit (s) |
| ----- | ------------------------------ | ---- | -------- |
| 1     | Fani Chalkia                   | GRE  | 52,82    |
| 2     | Ionela Târlea-Manolache        | ROM  | 53,38    |
| 3     | Tetjana Tereschtschuk-Antipowa | UKR  | 53,44    |
| 4     | Sheena Johnson                 | USA  | 53,83    |
| 5     | Jana Pittman                   | AUS  | 53,92    |
| 6     | Jekaterina Bikert              | RUS  | 54,18    |
| 7     | Brenda Taylor                  | USA  | 54,97    |
| 8     | Julija Petschonkina            | RUS  | 55,79    |

Finale: 25. August 2004, 21:55 Uhr
Fani Chalkia lief im zweiten Semifinale einen olympischen Rekord in 52,77 s.

### 4 × 100 m Staffel
| Platz | Land       | Athletinnen                                                                                                  | Zeit (s) |
| ----- | ---------- | --- | -------- |
| 1     | Jamaika    | Tayna Lawrence Sherone Simpson Aleen Bailey Veronica Campbell (Finale) im Vorlauf außerdem: Beverly McDonald | 41,73 NR |
| 2     | Russland   | Olga Fjodorowa Julija Tabakowa Irina Chabarowa Larissa Kruglowa                                              | 42,27000 |
| 3     | Frankreich | Véronique Mang Muriel Hurtis Sylviane Félix Christine Arron                                                  | 42,54000 |
| 4     | Bahamas    | Tamicka Clarke Chandra Sturrup Shandria Brown Debbie Ferguson                                                | 42,69000 |
| 5     | Belarus    | Julija Neszjarenka Natallja Safronnikawa Alena Neumjarschyzkaja Aksana Drahun                                | 42,94 NR |
| 6     | Belgien    | Katleen De Caluwe Lien Huyghebaert Élodie Ouédraogo Kim Gevaert                                              | 43,11000 |
| 7     | Nigeria    | Gloria Kemasuode Mercy Nku Oludamola Osayomi Endurance Ojokolo                                               | 43,42000 |
| DNF   | USA        | Angela Williams Marion Jones Lauryn Williams LaTasha Colander                                                |          |

Finale: 27. August 2004, 22:45 Uhr

### 4 × 400 m Staffel
| Platz | Land           | Athletinnen | Zeit (min) |
| ----- | -------------- | --- | ---------- |
| 1     | USA            | DeeDee Trotter (Finale) Monique Henderson Sanya Richards-Ross Monique Hennagan (Finale) im Vorlauf außerdem: Crystal Cox Moushaumi Robinson | 3:19,01    |
| 2     | Russland       | Olesja Krasnomowez Natalja Nasarowa (Finale) Olesja Sykina Natalja Antjuch (Finale) im Vorlauf außerdem: Natalja Iwanowa Tatjana Firowa     | 3:20,16    |
| 3     | Jamaika        | Novlene Williams (Finale) Michelle Burgher Nadia Davy Sandie Richards im Vorlauf außerdem: Ronetta Smith                                    | 3:22,00    |
| 4     | Großbritannien | Donna Fraser (Finale) Catherine Murphy Christine Ohuruogu Lee McConnell im Vorlauf außerdem: Helen Karagounis                               | 3:25,12    |
| 5     | Polen          | Zuzanna Radecka Monika Bejnar Małgorzata Pskit Grażyna Prokopek                                                                             | 3:25,22    |
| 6     | Rumänien       | Angela Moroșanu Alina Rîpanu Maria Rus Ionela Târlea-Manolache                                                                              | 3:26,81    |
| 7     | Indien         | Sathi Geetha (Finale) Kalayathumkuzhi Beenamoll Chitra Soman Rajwinder Kaur im Vorlauf außerdem: Manjeet Kaur                               | 3:28,51    |
| 8     | Griechenland   | Chariklia Bounda Chrysoula Ngoundenoudi Dimitra Dova Fani Chalkia                                                                           | 3:45,70    |

Finale: 28. August, 22:00 Uhr

### 20 km Gehen
| Platz | Athletin             | Land | Zeit (h)   |
| ----- | -------------------- | ---- | ---------- |
| 1     | Athanasia Tsoumeleka | GRE  | 1:29:12 PB |
| 2     | Olimpiada Iwanowa    | RUS  | 1:29:16000 |
| 3     | Jane Saville         | AUS  | 1:29:25000 |
| 4     | Ryta Turawa          | BLR  | 1:29:39000 |
| 5     | Melanie Seeger       | GER  | 1:29:52000 |
| 6     | Elisa Rigaudo        | ITA  | 1:29:57000 |
| 7     | María Vasco          | ESP  | 1:30:06000 |
| 8     | Wang Liping          | CHN  | 1:30:16000 |

Finale: 23. August 2004, 9:00 Uhr

### Hochsprung
| Platz | Athletin             | Land | Höhe (m) |
| ----- | -------------------- | ---- | -------- |
| 1     | Jelena Slessarenko   | RUS  | 2,06     |
| 2     | Hestrie Cloete       | RSA  | 2,02000  |
| 3     | Wita Stjopina        | UKR  | 2,02 PB  |
| 4     | Amy Acuff            | USA  | 1,99000  |
| 5     | Iryna Mychaltschenko | UKR  | 1,96000  |
| 6     | Anna Tschitscherowa  | RUS  | 1,96000  |
| 7     | Oana Pantelimon      | ROM  | 1,93000  |
| 8     | Monica Iagăr         | ROM  | 1,93000  |

Finale: 28. August, 20:00 Uhr

### Stabhochsprung
| Platz | Athletin               | Land | Höhe (m) |
| ----- | ---------------------- | ---- | -------- |
| 1     | Jelena Issinbajewa     | RUS  | 4,91 WR  |
| 2     | Swetlana Feofanowa     | RUS  | 4,75000  |
| 3     | Anna Rogowska          | POL  | 4,70000  |
| 4     | Monika Pyrek           | POL  | 4,55000  |
| 5     | Thorey Edda Elisdottir | ISL  | 4,55000  |
| 6     | Naroa Agirre           | ESP  | 4,40000  |
| 6     | Anschela Balachonowa   | UKR  | 4,40000  |
| 6     | Vanessa Boslak         | FRA  | 4,40000  |
| 6     | Dana Ellis             | CAN  | 4,40000  |

Finale: 24. August 2004, 20:55 Uhr

### Weitsprung

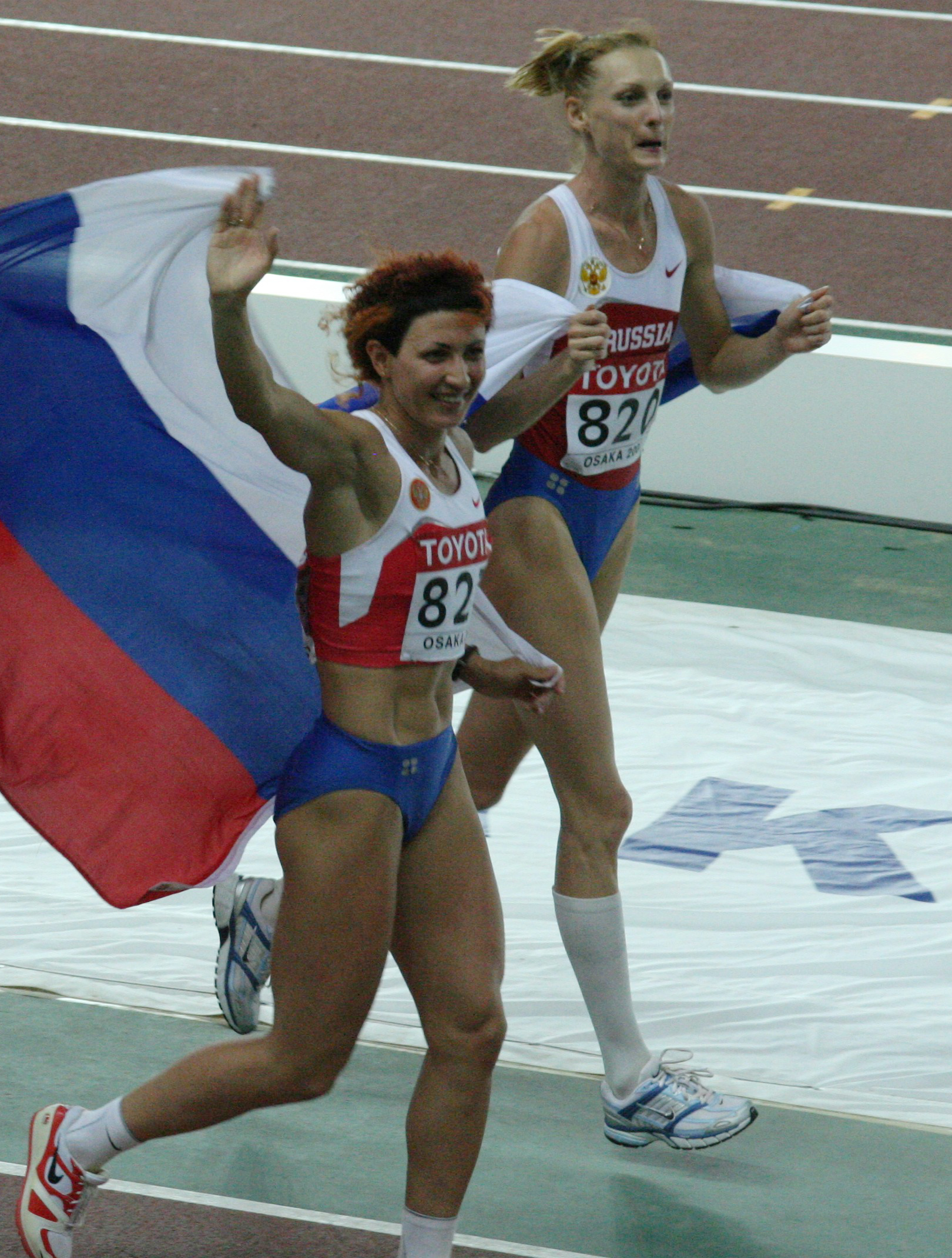
Die Medaillengewinnerinnen Tatjana Lebedewa (Gold – links) und Tatjana Kotowa (Bronze – rechts)

| Platz | Athletin          | Land | Weite (m) |
| ----- | ----------------- | ---- | --------- |
| 1     | Tatjana Lebedewa  | RUS  | 7,07000   |
| 2     | Irina Simagina    | RUS  | 7,05000   |
| 3     | Tatjana Kotowa    | RUS  | 7,05000   |
| 4     | Bronwyn Thompson  | AUS  | 6,96000   |
| 5     | Anju Bobby George | IND  | 6,83 NR   |
| 6     | Jade Johnson      | GBR  | 6,80 PB   |
| 7     | Tünde Vaszi       | HUN  | 6,73 w0   |
| 8     | Bianca Kappler    | GER  | 6,66000   |

Finale: 27. August 2004, 20:05 Uhr
Marion Jones (USA), die mit einer Weite von 6,85 m den fünften Platz belegt hatte, wurde im Gefolge der BALCO-Affäre nachträglich wegen Dopings disqualifiziert.

### Dreisprung
| Platz | Athletin               | Land | Weite (m) |
| ----- | ---------------------- | ---- | --------- |
| 1     | Françoise Mbango Etone | CMR  | 15,30 AF  |
| 2     | Chrysopigi Devetzi     | GRE  | 15,25000  |
| 3     | Tatjana Lebedewa       | RUS  | 15,14000  |
| 4     | Trecia Smith           | JAM  | 15,02000  |
| 5     | Yamilé Aldama          | SUD  | 14,99000  |
| 6     | Baya Rahouli           | ALG  | 14,86000  |
| 7     | Magdelín Martínez      | ITA  | 14,85000  |
| 8     | Anna Pjatych           | RUS  | 14,79000  |

Finale: 23. August 2004, 18:45 Uhr

### Kugelstoßen
| Platz | Athletin                      | Land                          | Weite (m)                     |
| ----- | ----------------------------- | ----------------------------- | ----------------------------- |
| 1     | Yumileidi Cumbá               | CUB                           | 19,59                         |
| 2     | Nadine Kleinert               | GER                           | 19,55                         |
| 3     | Bronzemedaille nicht vergeben | Bronzemedaille nicht vergeben | Bronzemedaille nicht vergeben |
| 4     | Nadseja Astaptschuk           | BLR                           | 19,01                         |
| 5     | Natallja Charaneka            | BLR                           | 18,96                         |
| 6     | Krystyna Zabawka              | POL                           | 18,64                         |
| 7     | Misleydis González            | CUB                           | 18,59                         |
| 8     | Valerie Adams                 | NZL                           | 18,56                         |

Finale: 18. August 2004, 17:30 Uhr
Das Kugelstoßen der Frauen wurde von gleich drei Dopingfällen überschattet.
- Der Russin Irina Korschanenko wurde die Goldmedaille, die sie für ihre Weite von 21,06 m erhalten hatte, wegen Dopings aberkannt.[13] Die dahinter platzierten Sportlerinnen rückten daraufhin jeweils einen Platz vor.
- Die Usbekin Olga Shukina – hier in Athen nicht über die Qualifikation hinausgekommen – war bei einer Trainingskontrolle kurz vor den Spielen positiv auf Clenbuterol getestet worden, was jedoch erst nach den Spielen von Athen offiziell wurde. Ihr Resultat wurde annulliert und sie wurde vom Leichtathletikweltverband IAAF für zwei Jahre gesperrt.[14]
- Am 5. Dezember 2012 wurde der nun neuen russischen Bronzemedaillengewinnerin Swetlana Kriweljowa (19,49 m) die Medaille ebenfalls wegen Dopings aberkannt.[8] Die Bronzemedaille wurde vom IOC nun nicht mehr neu vergeben.[19]

Der Wettbewerb fand im antiken Stadion von Olympia statt.

### Diskuswurf
| Platz | Athletin                  | Land | Weite (m) |
| ----- | ------------------------- | ---- | --------- |
| 1     | Natalja Sadowa            | RUS  | 67,02     |
| 2     | Anastasia Kelesidou       | GRE  | 66,68     |
| 3     | Věra Pospíšilová-Cechlová | CZE  | 66,08     |
| 4     | Olena Antonowa            | UKR  | 65,75     |
| 5     | Nicoleta Grasu            | ROM  | 64,92     |
| 6     | Beatrice Faumuina         | NZL  | 63,45     |
| 7     | Ekaterini Vongoli         | GRE  | 62,37     |
| 8     | Li Yanfeng                | CHN  | 61,05     |

Finale: 21. August 2004, 21:10 Uhr
Der Belarussin Iryna Jattschanka wurde die Bronzemedaille 2012 wegen Dopings aberkannt.

### Hammerwurf
| Platz | Athletin           | Land | Weite (m) |
| ----- | ------------------ | ---- | --------- |
| 1     | Olga Kusenkowa     | RUS  | 75,02     |
| 2     | Yipsi Moreno       | CUB  | 73,36000  |
| 3     | Yunaika Crawford   | CUB  | 73,16 PB  |
| 4     | Betty Heidler      | GER  | 72,73 DR  |
| 5     | Kamila Skolimowska | POL  | 72,57000  |
| 6     | Wolha Zander       | BLR  | 72,27000  |
| 7     | Zhang Wenxiu       | CHN  | 72,03000  |
| 8     | Iryna Sekatschowa  | UKR  | 70,40000  |

Finale: 25. August 2004, 22:10 Uhr

### Speerwurf
| Platz | Athletin             | Land | Weite (m) |
| ----- | -------------------- | ---- | --------- |
| 1     | Osleidys Menéndez    | CUB  | 71,53     |
| 2     | Steffi Nerius        | GER  | 65,82000  |
| 3     | Mirela Maniani       | GRE  | 64,29000  |
| 4     | Nikola Brejchová     | CZE  | 64,23000  |
| 5     | Sonia Bisset         | CUB  | 63,54000  |
| 6     | Laverne Eve          | BAH  | 62,77000  |
| 7     | Noraida Bicet        | CUB  | 62,51000  |
| 8     | Tetjana Ljachowytsch | UKR  | 61,75000  |

Finale: 27. August, 20:55 Uhr

### Siebenkampf

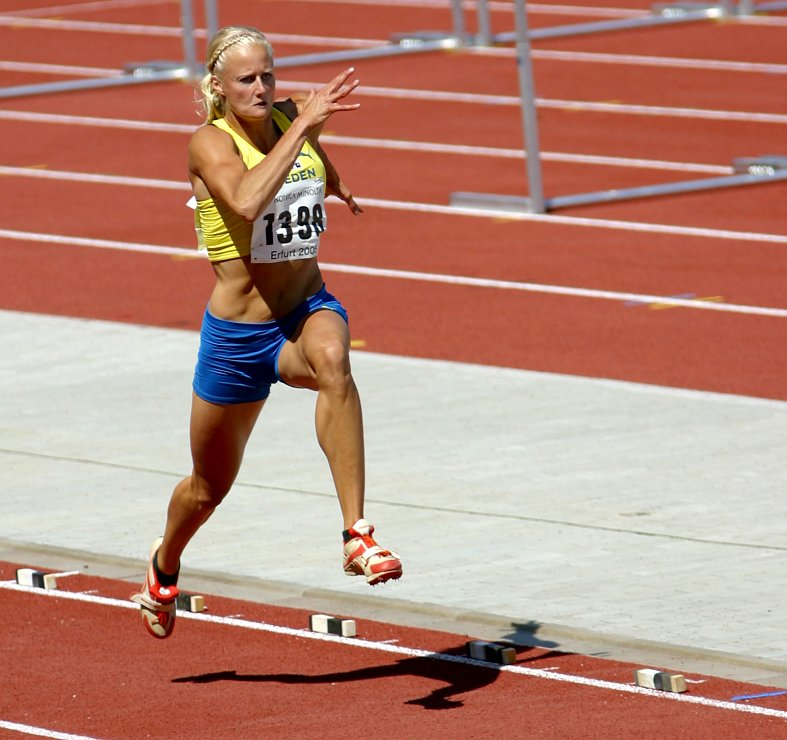
Überlegen gewann Favoritin Carolina Klüft olympisches Gold

| Platz | Athletin             | Land | Punkte |
| ----- | -------------------- | ---- | ------ |
| 1     | Carolina Klüft       | SWE  | 6952   |
| 2     | Austra Skujytė       | LTU  | 6435   |
| 3     | Kelly Sotherton      | GBR  | 6424   |
| 4     | Shelia Burrell       | USA  | 6296   |
| 5     | Jelena Prochorowa    | RUS  | 6289   |
| 6     | Sonja Kesselschläger | GER  | 6287   |
| 7     | Marie Collonvillé    | FRA  | 6279   |
| 8     | Natalija Dobrynska   | UKR  | 6255   |

Datum: 20./21. August 2004

## Video
- Athens 2004 Olympic Games - Official Olympic Film, Olympic History, youtube.com, abgerufen am 28. Februar 2022